# 프랑크푸르트 국민의회

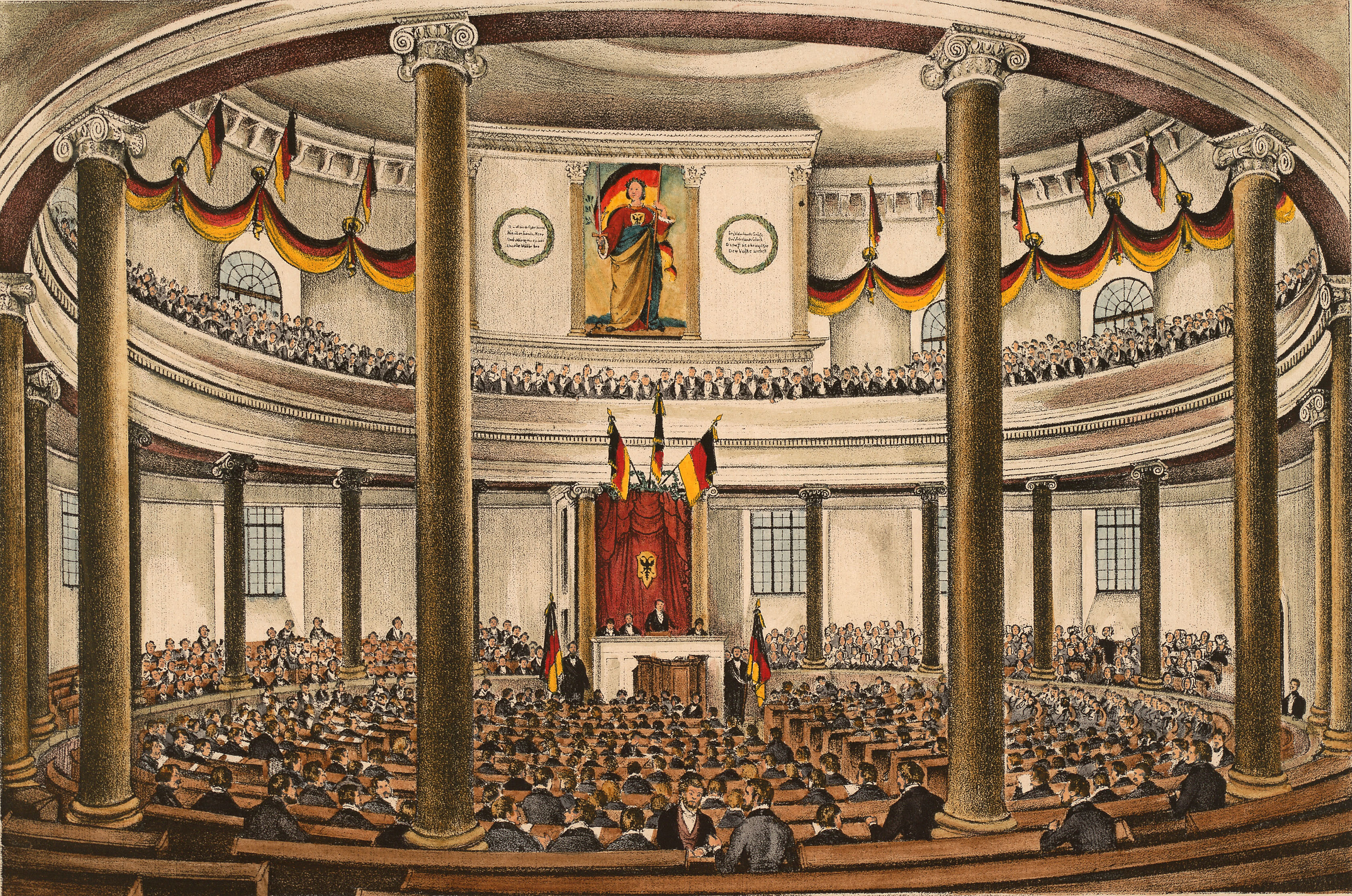
파울 교회에서 열린 국민의회

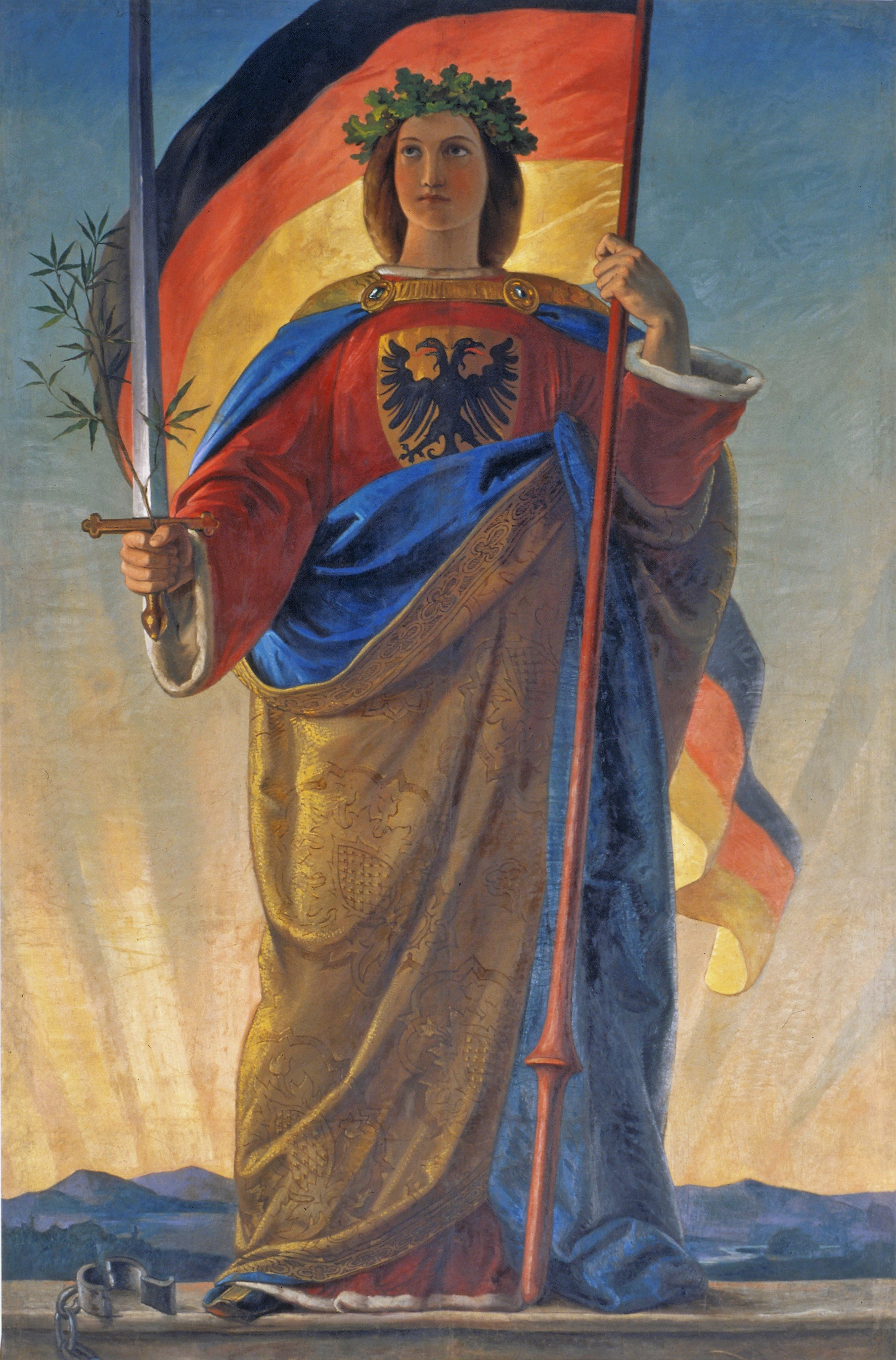
필리프 바이트(Philipp Veit)의 게르마니아(Germania). 파울교회 안에 걸린 이 그림 아래에서 의원들이 토론하였다. 디터 하인(Dieter Hein)에 따르면, "게르마니아는 부서진 사슬과 왼손에 든 흑적금의 깃발로 자유와 자의식을 향한 국가의 탄생을 구현하며, 오른손에 든 올리브가지로 휘감은 빛나는 칼의 모티프로 평화애를 무장능력과 연결시킨다. 이것은 아직 후대 게르마니아 그림들의 도전적이고 호전적인 모습까지 보여주지는 않는다."

프랑크푸르트 국민의회(독일어: Frankfurter Nationalversammlung)는 독일을 자유주의적으로 통일하려는 시도였던 1848년 독일 혁명으로 설치된 입헌 기관으로서, 1848년 5월 18일부터 1849년 5월 31일까지 프랑크푸르트의 파울 교회에서 열렸다. 빈 체제로 성립된 독일 연방은 프랑스 혁명의 여파로 확산된 자유주의와 민족주의가 추구하던 민족국가와는 거리가 멀었고, 1848년 프랑스 2월 혁명을 촉매제로 독일에서도 3월 혁명이 일어나 통일 국가 형성 운동이 힘을 얻게 된다. 독일 연방의 연방의회(Bundestag)는 1848년 3월 말과 4월 초 사이에 연방투표법(Bundeswahlgesetz)을 결의하여 독일 주민들이 국민의회를 선출할 수 있도록 하였고, 독일 최초로 자유 선거를 통해 의회가 구성된다. 국민의회는 곧 건국될 통일 독일을 위해 미리 설치된 입법부로서 기능하였으며, 제국법률(Reichgesetz)을 마련하였다. 1848년 6월 28일에는 중앙권력법을 통해 통일 독일을 위해 미리 설치된 행정부로서 임시 중앙 권력을 설립하였다. 또한 혁명의 양대 과제였던 자유주의와 민족주의 실현을 위하여 통일 국가의 헌법 마련 작업을 하였다.
국민의회는 길고 격한 논쟁 끝에, 의회 민주주의의 원칙에 기초하여 작성된 프랑크푸르트 국가헌법(Frankfurter Reichsverfassung)을 1849년 3월 28일 가결했다. 이 헌법은 1848년 3월 혁명 전야기(포어메르츠, Vormärz)에 1815년 이후의 반동적인 메테르니히 체제에 반대하여 일어난 자유주의와 민족국가 운동의 본질적 요구를 반영한 것이었다. 프랑크푸르트 헌법은 기본권체제를 규정하였다는 점이 특히 중요하며, 또한 세습황제를 정점으로 하는 입헌 군주제 도입 역시 계획하였다. 헌법은 대부분의 개별 독일 국가들과 프로이센의 양원에서 승인되었으나, 프로이센 왕은 이를 거부했으며 바이에른, 하노버, 오스트리아 같은 거대한 개별국가들 역시 헌법을 승인하지 않았다. 오스트리아는 체코와 헝가리 등 당시 합스부르크 왕가가 지배하던 영역을 오스트리아 단일국가로 묶는 새 헌법을 발표함으로써 통일 독일 국가에서 사실상 제외되었다.
프랑크푸르트 국민의회와 그 결과물인 프랑크푸르트 헌법은 프로이센 왕 프리드리히 빌헬름 4세가 그에게 추대된 독일 황제의 자리를 거부하면서 최종적으로 좌절되었다. 프로이센과 오스트리아는 그 해 5월 국민의회의 자국대표에게 의석을 포기하라고 명령했으며, 혁명을 노골적인 폭력으로 짓밟았다. 다른 국가들도 이에 따랐고, 국가헌법 운동(Reichsverfassungskampagne)은 실패로 끝났다. 계속되는 의석 포기는 국민의회 의원들의 수를 줄였고, 결국 몇몇 좌파 의원만이 남게 되었다. 1849년 5월 말 남은 의원들은 슈투트가르트로 옮겨 잔부의회를 만들었으나, 별 성과를 거두지 못한 채 6월 18일 뷔르템베르크 왕국 군대에 해산당했다.
혁명의 실패는 독일 자유주의의 패배를 의미했으며, 이는 근대 독일 역사에서 중요한 전환점이 되었다. 그러나 헌법의 본질적 부분은 20세기에 이어져 1919년 바이마르 공화국 헌법과 1949년 독일연방공화국 기본법의 밑바탕이 되었다.

## 성립

### 나폴레옹 혁명과 독일 연방

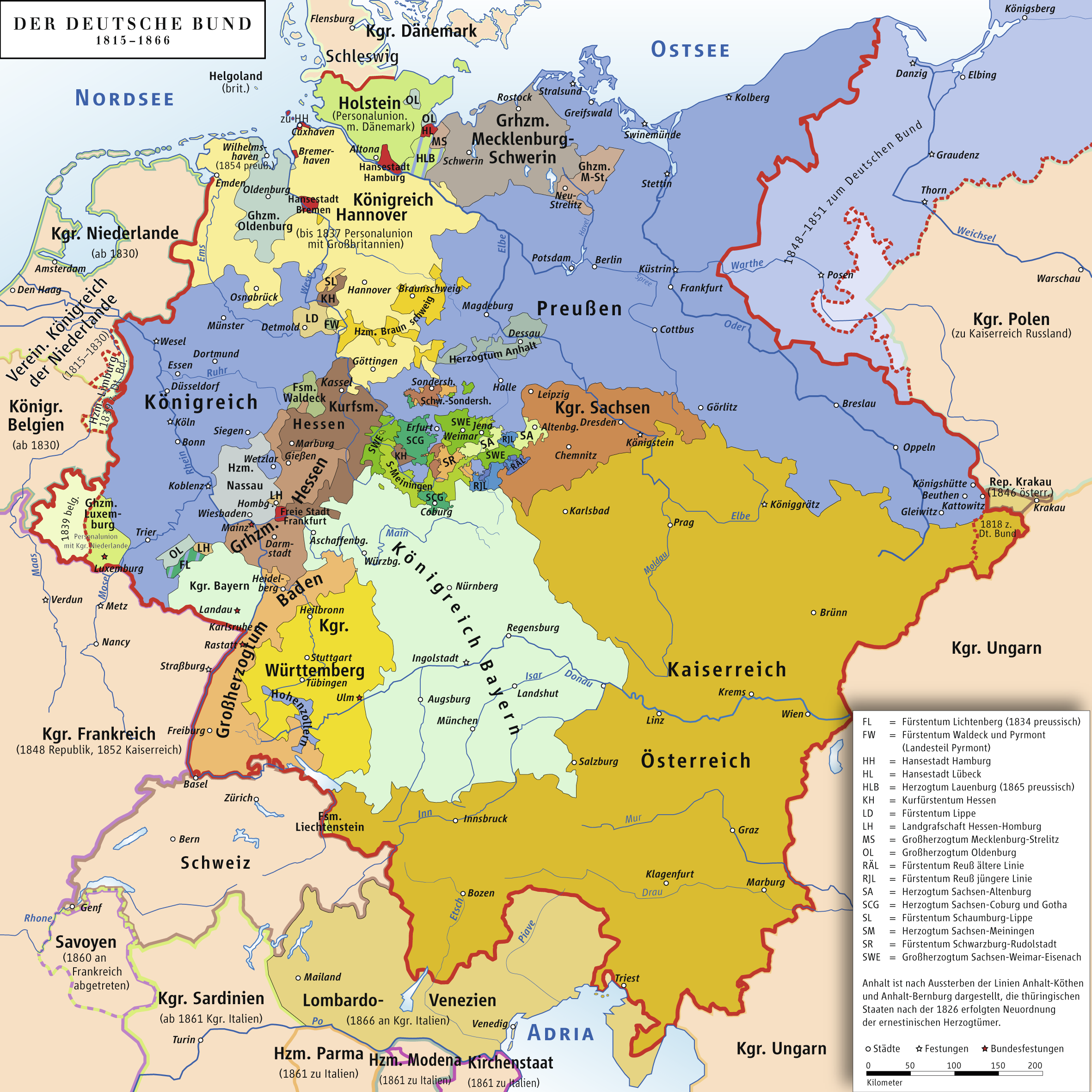
39개국으로 구성된 독일 연방(1815년 ~ 1866년)의 정치적 지도

1806년 황제 프란츠 2세는 나폴레옹 전쟁 도중에 신성 로마 제국의 제위를 포기하였으며 제국은 나폴레옹 보나파르트의 군사적 압제 하에 해체되었다.
프로이센, 영국, 러시아와 다른 국가들이 나폴레옹에게 승리한 이후, 1815년의 빈 회의에 의하여 프로이센과 오스트리아의 지도 하에 독립 국가들이 느슨하게 서로 연합한 체제인 독일 연방(Deutscher Bund)이 성립하였다. 나폴레옹에 대항한 해방 전쟁(Befreiungskriege)의 영향으로 민족국가적 해결책을 기대했던 많은 당대인들에게는 이것이 독일을 분할해놓은 것으로 생각되어 불만족스럽게 여겨졌다.
민족주의 방면에서 민족국가에 대한 논의가 이루어졌다면, 자유주의 방면에서는 시민권 허용을 요구하는 목소리가 정치적 논쟁을 지배하였다. 프랑스 혁명의 영향으로 19세기 초에 몇몇 독일 영방국가들에서 나폴레옹 법전을 통하여 시민권을 도입하고 독일 연방의 성립 이후에도 몇몇 영방국가들이 새 헌법들을 채택했으나, 이러한 자유주의 조류는 1819년에서 1830년 사이의 시기에 카를스바트 결의와 이어진 반동적 조치를 통하여 축소당했다. 이 같은 반동적 경향은 짧은 시간 동안이나마 프랑스 7월 혁명의 결과로 찾아온 불안한 상황 속에서 다시 시민권 확대의 방향으로 전환되는 것에 성공했다. 그러나 1832년 함바흐 축제(Hambacher Fest)에서 있었던 시민권과 민족국가적 통일을 요구하는 시위와 1833년 프랑크푸르트 경비대 습격(Frankfurter Wachensturm)에서의 실패한 무장봉기 시도 이후, 입헌주의와 민주주의 사상의 옹호자들에 대한 탄압은 검열과 집회 금지를 통하여 다시 강화되었다.

### 1840년대
1840년대 중반에 독일 국내정치적 위기가 새롭게 고조되었다. 부분적으로 이것은 슐레스비히-홀슈타인 문제가 심해지고 라슈타트와 울름에서 연방요새(Bundesfestung, 1815년 이후 독일 연방이 건설한 요새들)가 건설되면서 독일 민족의식이 고취된 결과였다. 또한 몇몇 지방들에서 발생한 큰 흉작은 기근으로 인한 불안으로 이어졌다. 산업 혁명의 시작으로 유발된 단절과 와해는 사회, 경제적 긴장을 현저하게 심화시켰다.
바덴과 같이 개혁 지향적인 나라들에서는 한편 활발한 결사체가 설립되어, 구체제에 대한 대중적 반대 운동의 조직적 중추를 형성했다. 특히 남서부 독일에서, 언론은 실질적으로 더 이상 억압 당하지 않았다. 독일의 통일을 위한 논의가 활성화되면서, 반대 운동 내 급진파와 온건파의 노선 차이도 표면화되었다. 급진 민주주의자들은 1847년 9월 10일의 오펜부르크 집회(Offenburger Versammlung)와 같은 그들의 시위들에서 현 상태를 전복시키자고 호소하였다. 한편 중산 시민 계층을 주축으로 한 온건파의 반대 운동은 연결망이 조직되어 더욱 자신감을 가지고 의회 각원에서의 활동을 조정하였다. 이에 따라 독일 지역 여러 국가 출신의 18명의 자유주의 성향 의회 의원들이 하나의 독일 민족국가에 대한 공동 발의를 상의하기 위하여 1847년 10월 10일에 헤펜하임 집회(Heppenheimer Tagung)에서 만났다.
이러한 국내정치적 긴장은 1847년부터 1848년 사이의 전환기에 발생한 국외정치적 현상으로 더욱 심화되었다. 첫 정점은 프랑스의 1848년 2월 혁명이었으며, 여기서 '시민왕' 루이 필리프를 끌어내리고 그 결과로 프랑스 제2공화국이 선언되었다. 많은 유럽 국가들에서 반동 정치에 대한 항쟁이 증가했으며 이는 혁명적 혼란으로 이어졌다. 독일 연방에서도 1848년 3월 13일 빈의 시민 봉기를 시작으로 시위가 확산되었다. 오스트리아 제국의 일부였던 헝가리, 보헤미아, 북이탈리아 등지에서도 유혈 봉기가 일어났으며, 이들은 자치권을 요구하거나 더 나아가 고유의 민족국가 독립에 대한 요구까지 하였다. 반동 정치의 상징이었던 오스트리아의 수상 메테르니히는 혁명이 심해지자 실각하게 된다.
독일 공동 국민의회 선출을 향한 마지막 촉매제는 자유주의자였던 의원 프리드리히 다니엘 바서만(Friedrich Daniel Bassermann)이 제공했다. 칼 테오도르 벨커(Carl Theodor Welcker)의 1831년 제안과 유사한 안건(‘바서만 법안’, Motion Bassermann)을 1844년 제출했던 그는 1848년 2월 12일 바덴 대공국 상원에서 이를 다시 논의하면서 국민이 뽑은 대표를 프랑크푸르트암마인의 연방의회에 두고, 독일 제후들이 뽑은 의원들과 함께 전체 독일을 대표하는 유일한 기관을 설립할 것을 요구했다. 이 주 후 프랑스에서 성공적 전복 소식이 전해지자 혁명적 분위기는 더욱 무르익었다. 독일 땅에서의 혁명은 맨 처음 바덴에서 카를스루에에 있는 의사당을 점령하면서 시작되었다. 4월에는 바덴 대공국의 3개의 혁명적 봉기 중 첫 봉기였던 헤커의 난(Heckerzug)이 이어졌다. 그 후 며칠, 몇 주 안에 독일의 나머지 제후국들로도 봉기가 퍼졌다.

### 3월 혁명

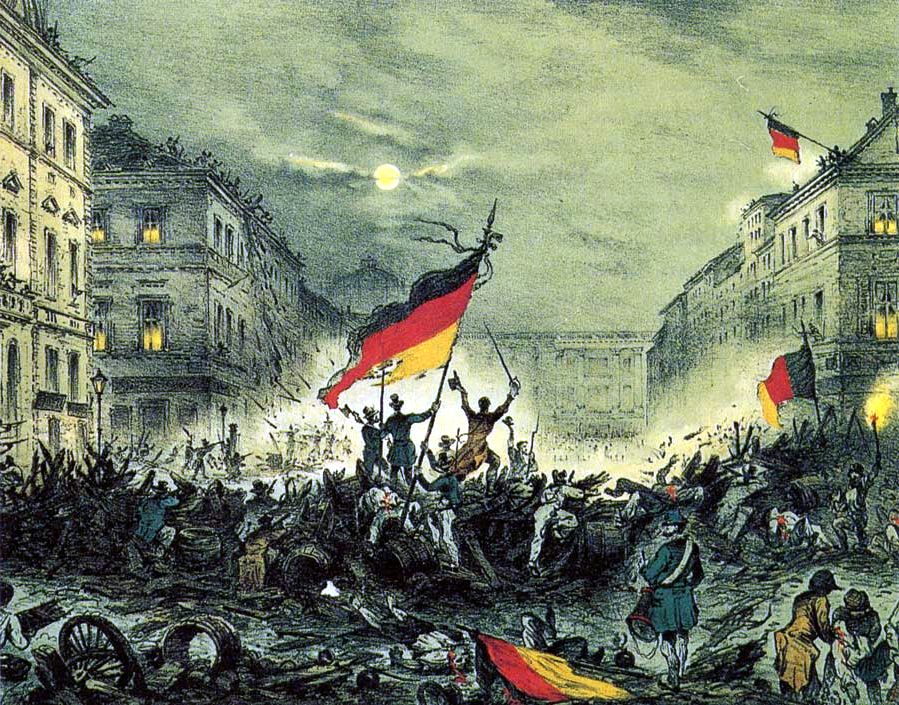
1848년 3월 18일 베를린에서의 시가전 이후 환호하는 혁명참여자들

독일에서 반대 운동 세력의 중심 요구는 시민의 권리와 자유권을 허용하고, 자유주의적 국가정권들을 임명하고, 특히 독일 공통의 헌법과 하나의 국민대표기관이 있는 하나의 독일 민족국가를 성립시키라는 것이었다. 1848년 3월 5일 반대파 정치가들과 의원들이 이러한 문제들을 논의하기 위해서 하이델베르크 회합을 열었다. 여기서 그들은 제헌 국민의회를 구성하는 것을 준비하도록 예비의회(Vorparlament)의 설치를 결의했다. 이 모임에서 결정된 7인 위원회(Siebenerausschuss)는 이에 따라 프랑크푸르트에 약 500명의 사람들을 초청하여 예비의회를 소집했다.
이러한 발전은 3월 초 바덴, 바이에른, 작센, 뷔르템베르크, 오스트리아, 프로이센 등등의 여러 독일 지역 국가들에서 항의 시위와 봉기가 일어나면서 북돋아졌다. 이 같은 압력은 각국 제후들이 기존의 보수적 정권들을 해임하고 자유주의적 위원회들을 통해 소위 3월 정권(Märzregierung)이라 불리는 것으로 대체하게 만들었다. 1848년 3월 10일 독일 연방의 연방의회는 17인 위원회(Siebzehnerausschuss)를 소집해 헌법 초안의 마무리를 하도록 하였고, 3월 20일에는 당시까지 독일 연방의 영역 외부에 놓여있던 프로이센 지방을 포함하여 독일 연방의 국가들에게 제헌 의회의 날짜를 결정하기 위한 투표를 하도록 재촉했다. 프로이센에서는 유혈 시가전이 벌어진 후 국왕이 굴복하여 자유주의적 내각을 구성하고 프로이센 왕국의 헌법을 만들도록 프로이센 국민의회를 소집하였다.

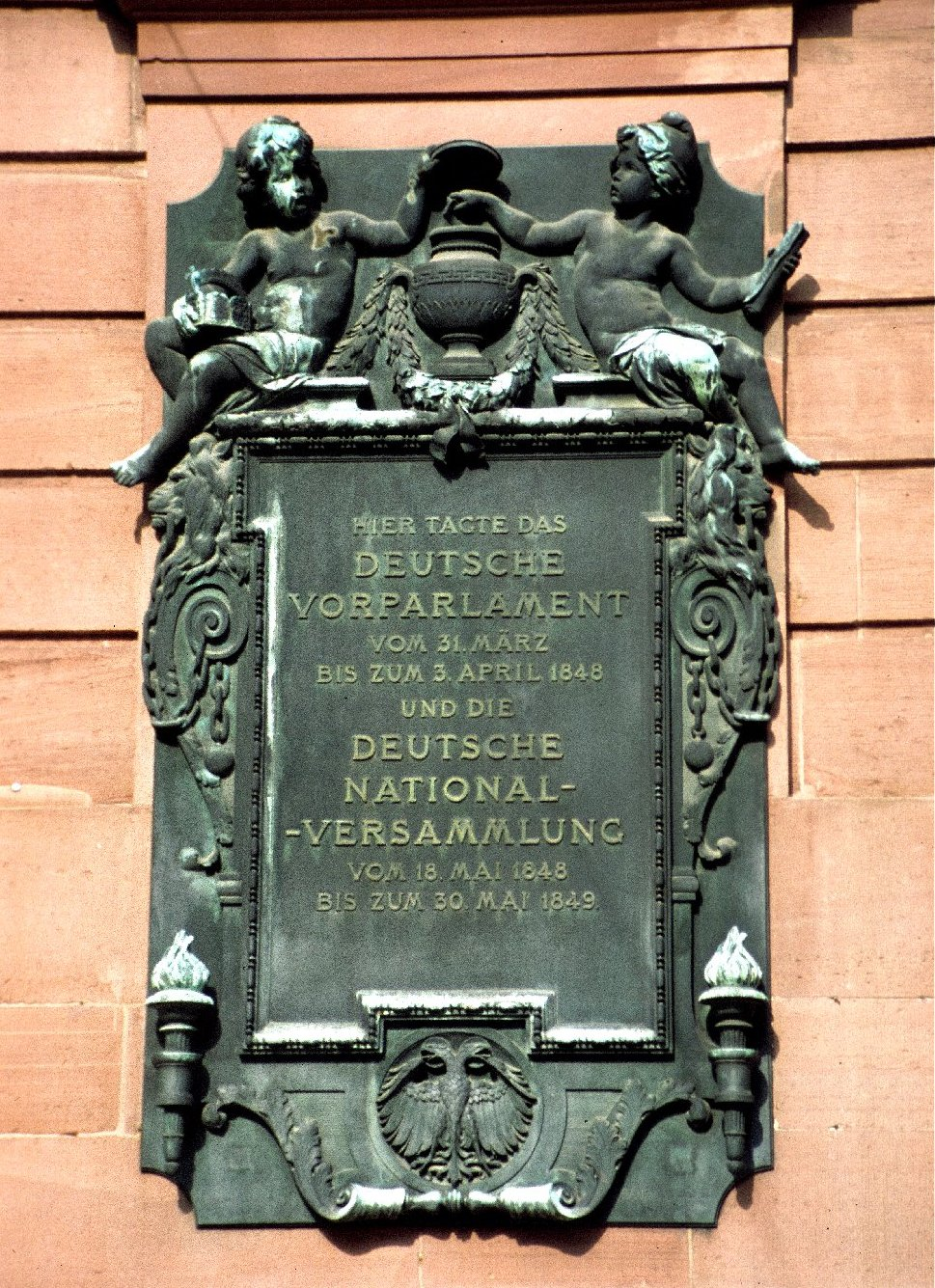
프랑크푸르트 파울 교회의 기념현판

반대 운동 세력은 급진파와 온건파로 나눠졌는데, 급진 민주주의자들이 봉기를 통해 통일 운동을 관철하고자 한 것과 달리 온건 자유주의자들은 의회를 통해 통일 운동을 실현하려고 했다. 칼 요제프 안톤 미터마이어(Carl Joseph Anton Mittermaier)를 의장으로 프랑크푸르트 파울 교회에서 3월 31일부터 4월 3일까지 열린 예비의회는 국민의회를 설립하여 새 헌법을 작성할 때 기존의 연방의회를 배제하지 않고 공동 작업할 것을 결의함으로써, 급진 민주주의자들의 뜻에 따르지 않고 온건 자유주의자의 목소리를 반영하였다. 국민의회 소집까지의 과도기를 위하여 예비의회는 독일 연방에 대한 대표단으로서 50인 위원회(Fünfzigerausschuss)를 구성했다.
국민의회 구성을 위한 선거법은 독일 연방의 각 국가들의 몫이었고 국가마다 다르게 다루어졌다. 뷔르템베르크, 홀슈타인, 헤센 대공국 및 4개의 자유시에서는 직접 선거로 선출된 반면, 대부분의 국가들에서는 유권자가 전형적으로 선거인단을 선출하고, 선거인단이 두 번째 투표에서 각자의 의원을 선출하는 간접 선거 방식으로 뽑혔다. 또한 선거권도 나라마다 다르게 규정되었는데, 이는 오로지 보통 선거와 평등 선거가 성년의 ‘자립적’인 남성들에게 부여되었기 때문이다. 자립성의 의미는 국가마다 다르게 다루어졌고, 종종 격렬한 항의의 대상이었다. 이것은 규정상 빈민 보호의 대상자는 유권자에서 배제됨을 의미했으며, 부분적으로는 각자의 가정이 없는 모든 사람 역시 유권자에서 배제됨을 의미했다. 여기에는 장인과 같이 사는 수공업 직인들도 포함되었다. 이러한 선거권 기준은 하층 계급의 선거 참여가 배제되는 장치로 작동할 가능성이 있었다. 어림 잡아 남성의 85 %가 투표권을 가졌다. 프로이센에서는 규정에 근거하여 이 몫이 대략 90 % 이상까지 올라갔으나, 작센, 바덴, 하노버의 선거법은 훨씬 제한적이었다.
국민의회는 5월 1일에 이미 소집되어야 했지만, 많은 나라에서 이 날에 혹은 더 나중에야 의원 선거가 있었고, 결과가 나오려면 또 며칠이 더 지나야 했다. 전체적인 선거 참여율은 유권자의 40에서 70 퍼센트 사이로 추정된다.
649개의 선거구 모두에서 적절한 선거 진행으로 의원이 선출된 것은 아니었기 때문에 (독일어를 쓰지 않는 민족이 있는 오스트리아의 많은 선거구들은 선거를 거부했으며, 바덴의 티엥엔에서는 스위스로 추방 중에 있던 헤커의 난의 주동자 프리드리히 헤커가 선거인단의 두 번째 투표에서 선출되기도 했다.), 의회는 대략 585명의 의원으로 구성하게 되었다.

## 국민의회 조직

### 의원
지역적 분포

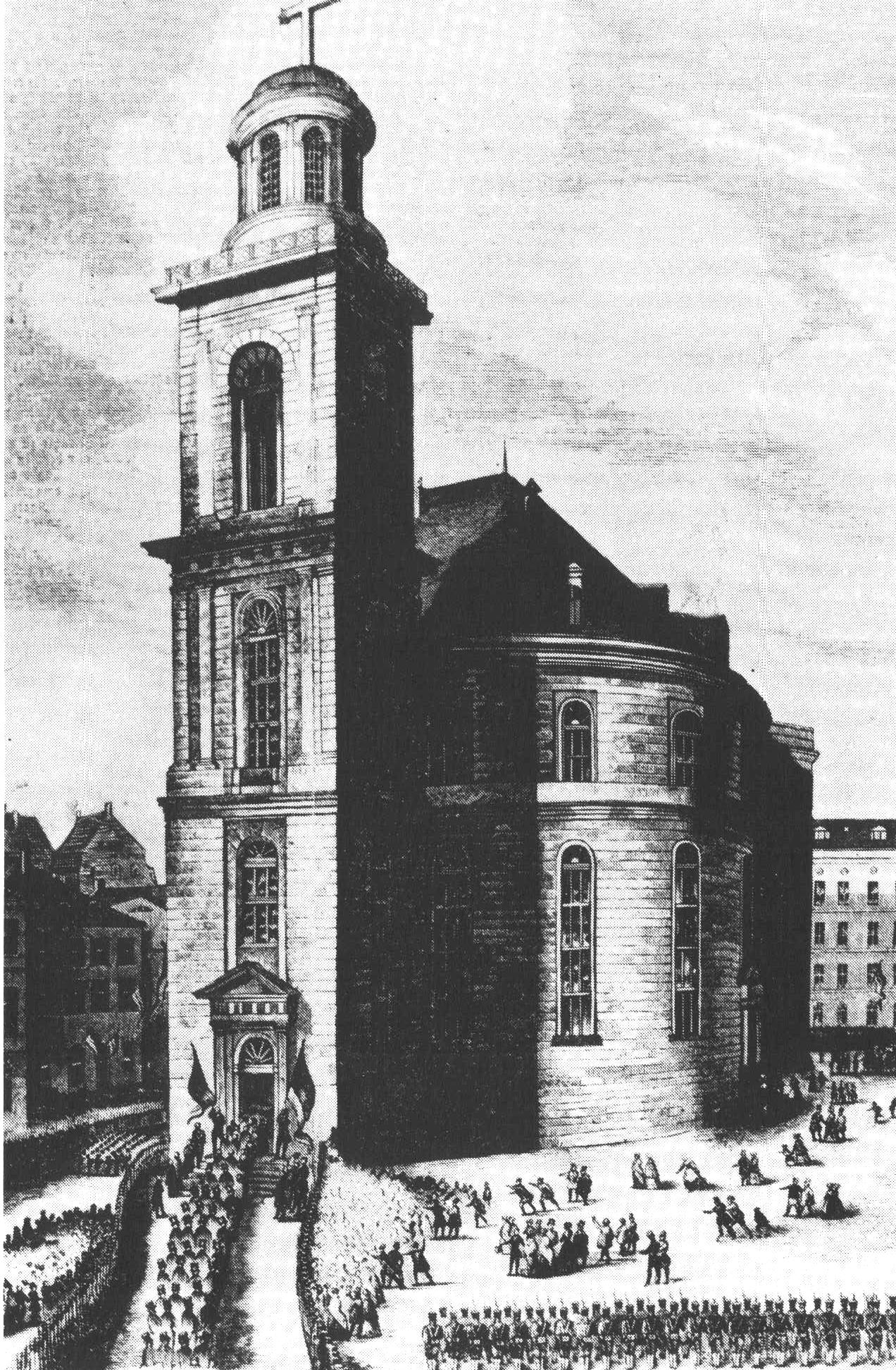
파울 교회로 의원들이 입장하는 장면을 묘사한 당대의 그림

5만 명의 주민당 1명의 의원을 뽑는다는 공식에 독일 연방의 명부(Bundesmatrike)와 옛 인구 통계를 대입하면, 총 649명의 의원이 있어야 했다. 그러나 체코인이 다수인 보헤미아와 모라바의 몇몇 선거구들은 프란티셰크 팔라츠키의 오스트로-슬라비즘에 따라 국민의회 의원 선거를 거부했다. 결국 585명의 의원만이 선출되었다. 많은 의원들이 개별 영방국가의 의원직이나 정부 관료직을 계속 가지고 있었기 때문에, 보통 프랑크푸르트에는 400 ~ 450명의 의원들이 머물렀다. 중요한 표결이 있을 때면 540명까지 의원들이 나타나 표를 행사했다. 오스트리아인들이 의석을 버리기 전인 1849년 3월까지는 아직 436명의 의원들이 있었다.
모든 기간에 걸친 모든 의원 수의 누적총계가 얼마인지는 견해가 다양한데, 퀴네(Kühne)에 따르면 총 799명의 의원들이 있었다. 이는 의원들의 약 4분의 1 정도가 교체되었음을 의미하는데, 대부분은 보충인원을 통해서 교체되었고 많지는 않지만 일부는 보궐 선거를 통해 교체되었다. 지만(Siemann)은 총 812명의 의원들이 있었다고 주장하며, 니퍼다이(Nipperdey)는 830명, 얀젠(Jansen)은 다른 연구자의 선행연구에 의거해 809명이 있었다고 주장한다. 하인리히 베스트(Heinrich Best)와 빌헬름 베게(Wilhelm Weege)의 《인명사전》 역시 이 숫자를 사용하는데, 이들의 기준은 국민의회 또는 잔부의회에서 최소한 한 의석이라도 보유했었는지의 여부이며, 공식 문서에 기록되어 있는 것만을 집계했다. 물론 초기와 해산단계의 문서는 부실하게 기록되었다.
모든 의원들은 추첨을 통해 15개 부서 중 하나로 나뉘었다. 검표 과정에서 각 부서는 다른 부서 소속 의원들의 정당성을 통제했다. 첫 이 주 안에(또는 새로운 선거가 있었을 경우) 국민의회는 의무적으로 선거에 관한 이의 제기를 접수받았으나, 선거는 항의의 대상이 된 부분이 전체 결과에 영향을 미칠 수 있는 경우에만 결과에 대해 다툴 수 있었다. 15개 부서 모두의 의장들이 모여 중앙선거위원회를 구성했으며, 필요한 경우 조사된 사건을 국민의회의 총회로 송부했다.
| 국가                  | 선거구 수 | 의원 수 |
| --------------------- | --------- | ------- |
| 오스트리아            | 132       | 186     |
| 프로이센              | 200       | 280     |
| 바이에른              | 71        | 91      |
| 하노버/올덴부르크     | 31        | 41      |
| 뷔르템베르크          | 30        | 42      |
| 작센 (왕국)           | 24        | 36      |
| 튀링겐 지방 국가들    | 14        | 23      |
| 바덴                  | 19        | 21      |
| 헤센 지방 국가들      | 32        | 36      |
| 한자 도시들           | 3         | 7       |
| 메클렌부르크-슈베린   | 7         | 9       |
| 홀슈타인/라우엔부르크 | 7         | 8       |
| 슐레스비히            | 5         | 6       |
| 브라운슈바이크        | 4         | 5       |
| 안할트계 국가들       | 3         | 5       |
| 림부르크              | 2         | 2       |
| 룩셈부르크            | 1         | 4       |
| 리페                  | 1         | 1       |
| 샤움부르크-리페       | 1         | 1       |
| 리히텐슈타인          | 1         | 1       |

사회적 출신
국민의회 구성원은 회의 기간 전체에 걸쳐서 그 사회적 출신이 매우 동질적이었다. 의회는 주로 교양 있는 시민 계급을 대표하였다. 의원의 95 %가 아비투어(Abitur, 대학입학시험)를 보았고, 최소 81.7 %가 대학을 졸업하였으며, 그 중 절반은 법학을 전공했다. 특히 대학교육을 받은 의원의 비율은 1867년 제헌의회 (62.6 %)나 바이마르 국민의회 (약 38 %), 서독제헌의회 (66.2 %)보다도 높은 수치였다. 또한 국민의회 의원의 상당수는 학우회(Corps) 출신이거나 대학생 학우회(Burschenschaft) 출신이었다.
직업상으로는 국가공무원이 과반수였으며, 여기에 속하는 총 436명의 의원 중 49명은 대학교수, 110명은 판사와 검사, 115명은 고위 행정관과 군 지도자 출신이었다. 149명의 국민의회 의원은 변호사, 의사, 언론인, 성직자로서 자유직종의 시민계급에 속했고, 그 중에는 알렉산더 폰 조이론(Alexander von Soiron), 요한 야코비(Johann Jacoby), 카를 마티(Karl Mathy), 요한 구스타프 빌헬름 모리츠 헤크셔(Johann Gustav Wilhelm Moritz Heckscher), 빌헬름 에마누엘 폰 케텔러(Wilhelm Emmanuel von Ketteler), 빌헬름 하인리히 무르셸(Wilhelm Heinrich Murschel)과 같은 유명한 정치가들도 있었다.
경제 부르주아 계급은 오직 약 60명의 의원을 통해 대변되었으며, 그 중에는 바서만(Bassermann)과 게오르크 프리드리히 콜프(Georg Friedrich Kolb)와 같은 출판업자가 큰 몫을 차지하였고, 또한 헤르만 헨리히 마이어(Hermann Henrich Meier), 에른스트 메르크(Ernst Merck), 헤르만 폰 베커라트(Hermann von Beckerath), 구스타프 폰 메비센(Gustav von Mevissen), 카를 메츠(Carl Mez)와 같은 상인, 산업가, 은행가 역시 포함되었다.
수적으로 매우 적게 대표되었던 집단은 수공업자와 농업 대표자였는데, 후자는 3명의 농부로 구성되어 주로 보수적 성향의 동 엘베 지역 대토지소유자들을 대변했다. 반대로 로베르트 블룸과 같은 장인은 거의 유일하게 스스로를 급진민주주의적 좌파로 생각했는데, 이는 그들이 자신들의 출신 때문에 소외 계층이 심하게 겪는 사회 문제들을 직접 경험하여 잘 알았기 때문이다. 그들 중 몇몇 소수는 스스로를 벌써 명백한 사회주의자라고 여기기도 했다.
결국 프랑크푸르트 국민의회는 독일의 전 사회계층을 충분하게 대표하지는 못하였으며, 오늘날의 입장에서 평가하면 '국민'의회라기보다는 '명사'의회(Honoratiorenparlament)에 가까운 선출된 상원의 일종이었다.

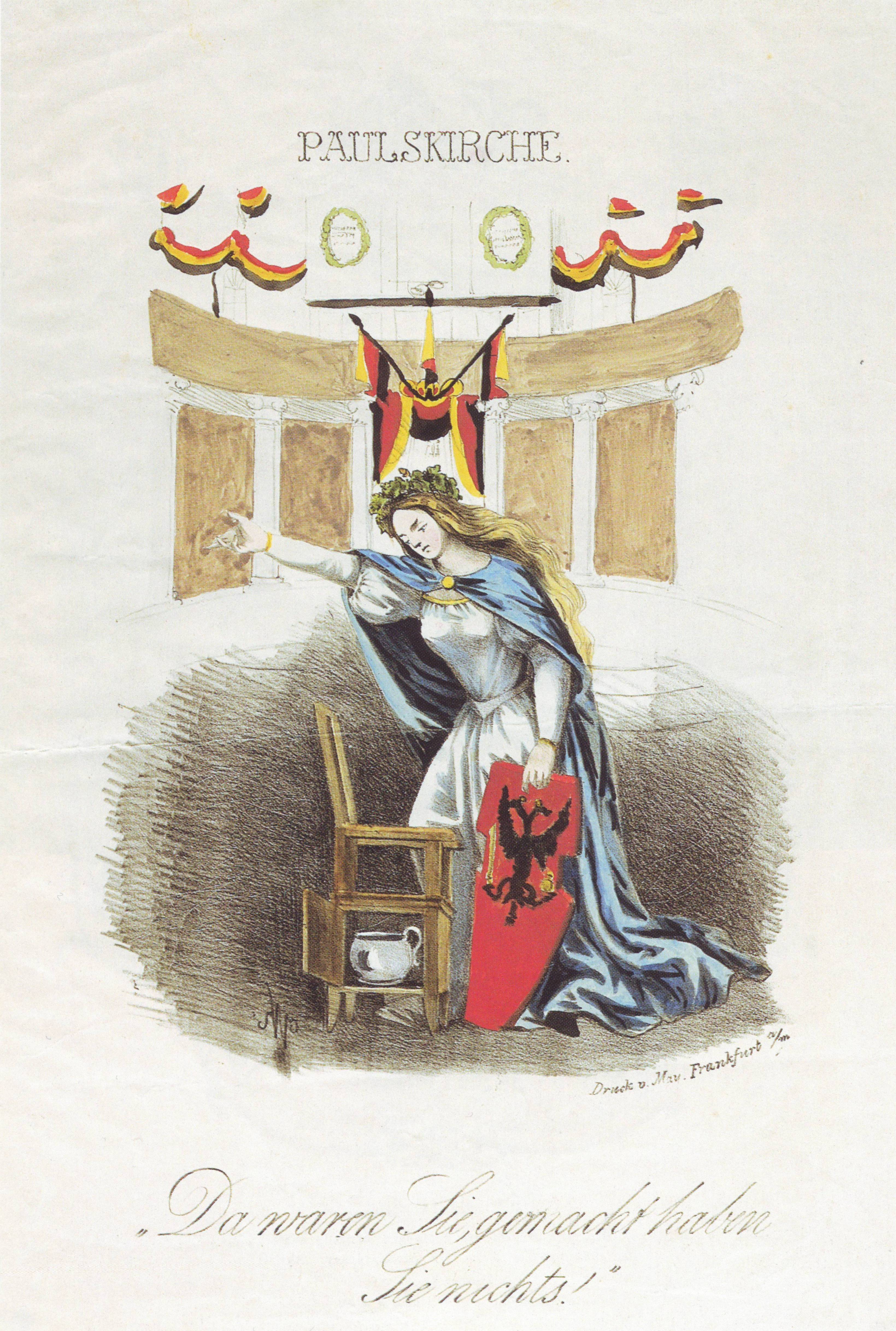
아무것도 성취하지 못한 국민의회에 대한 캐리커쳐

이러한 구성 때문에 국민의회는 특히 해산된 이후에 경멸적으로 ‘교수들 의회’(Professorenparlament)라고 불리기도 했으며, “100명의 변호사가 세 배 - 조국이여 너는 배반당했구나; 100명의 교수가 세 배 - 조국이여 너는 패배당했구나”(Dreimal 100 Advokaten – Vaterland, du bist verraten; dreimal 100 Professoren – Vaterland, du bist verloren!)와 같은 풍자시도 함께 유행했다. 교양시민 중심의 국민의회는 반혁명에 효과적으로 대응하지 못 하였다.
교육받은 부르주아 계급이 의원의 대다수를 차지했기 때문에 국민의회에서 헤게모니를 장악한 이념 역시 교양시민의 이념이었던 중도 우파 자유주의였다. 의원 중 여럿은 이미 여러 해 동안 그들의 군주들과 대립각을 세우고 있었으며, 이들 중에서 가장 유명한 사람들로는 괴팅겐 7교수에 포함되는 교수들인 야코프 그림, 프리드리히 크리스토프 달만, 게오르크 고트프리트 게르비누스, 빌헬름 에두아르트 알브레히트 및 이미 20년 이상 헌법적 권리를 위해 싸웠던 선구자들인 벨커(Welcker)와 이츠슈타인(Johann Adam von Itzstein) 같은 정치가들이 있었다. 대학교수들 중에는 법학자 외에도 독일학자들과 사학자들의 비중이 특히 컸는데, 이는 구체제로의 반동기였던 시대적 배경에서는 1846년과 1847년의 독일학자날(Germanisten-Tage)과 같은, 이러한 원칙들에 대한 전문 학술회의가 민족국가를 주제로 자유롭게 토론할 수 있는 유일한 장소였기 때문이다. 이미 언급한 교수들 외에도 여기에는 특히 에른스트 모리츠 아른트(Ernst Moritz Arndt), 요한 구스타프 드로이젠(Johann Gustav Droysen), 하인리히 카를 야우프(Heinrich Karl Jaup), 프리드리히 테오도르 비셔(Friedrich Theodor Vischer), 게오르크 바이츠(Georg Waitz)가 포함되었다.
종교적으로는 가톨릭에 속해있는 의원이 43.1%였는데, 독일 연방에서 가톨릭 인구는 54.2%였다. 가톨릭이 과소대표된 것은 정치엘리트가 개신교쪽에 많았다는 사실과 연관되어 있다. 독일 전체 인구의 46.8%를 차지하는 개신교도들은 54.6%의 의원을 배출하였다. 인구의 1%였던 유대인들은 일곱 명의 의원(0.9%)을 배출했다. 추가로 11명(1.4%)의 의원들은 독일가톨릭이나 무교에 속했다(이들 집단에 대한 전체인구통계는 없다).
나이를 보면 프랑크푸르트의 의원들은 평균 43.5세로서 현대 독일의원들의 연령대(1948년 서독제헌의회 54.1세, 1949년 제1대 연방의회 50세, 1867년 북독일연방의회나 1919년 바이마르 국민의회와도 비교가능)에 비하면 상당히 젊은 편이었다. 이 사실은 부분적으로 기대수명이 연장된 것에서 기인하지만, 나이가 많을수록 보수화되는 경향도 비교적 젊은 층이 1848년 혁명 의회 의원으로 활동하게 하는 것에 영향을 미쳤다고 볼 수도 있다. 이러한 점은 1848년 스위스 연방의회도 비슷하게 낮은 평균연령대를 가지고 있었다는 것에서도 확인된다.
그 밖에도 특이한 점은 의원들 가운데 유명한 작가들의 수가 상당했다는 것인데, 그 예로 아나스타시우스 그륀(Anastasius Grün, 본명:Alexander Graf von Auersperg), 루트비히 울란트(Ludwig Uhland), 하인리히 라우베(Heinrich Laube), 요제프 빅토르 폰 셰펠(Joseph Victor von Scheffel)이 있다.
5월 18일에 약 330명의 의원이 프랑크푸르트 황제홀(Kaisersaal)에 모여 나이순으로 의장이 된 프리드리히 랑(Friedrich Lang)이 이끄는 독일 국민의회의 첫 번째 모임을 개최하기 위해서 파울 교회로 장엄하게 이동했다. 독일 전역에서 널리 알려진 자유주의자인 헤센의 하인리히 폰 가게른(Heinrich von Gagern)이 의회의 의장으로 선출되었다.

### 의장과 총지도부

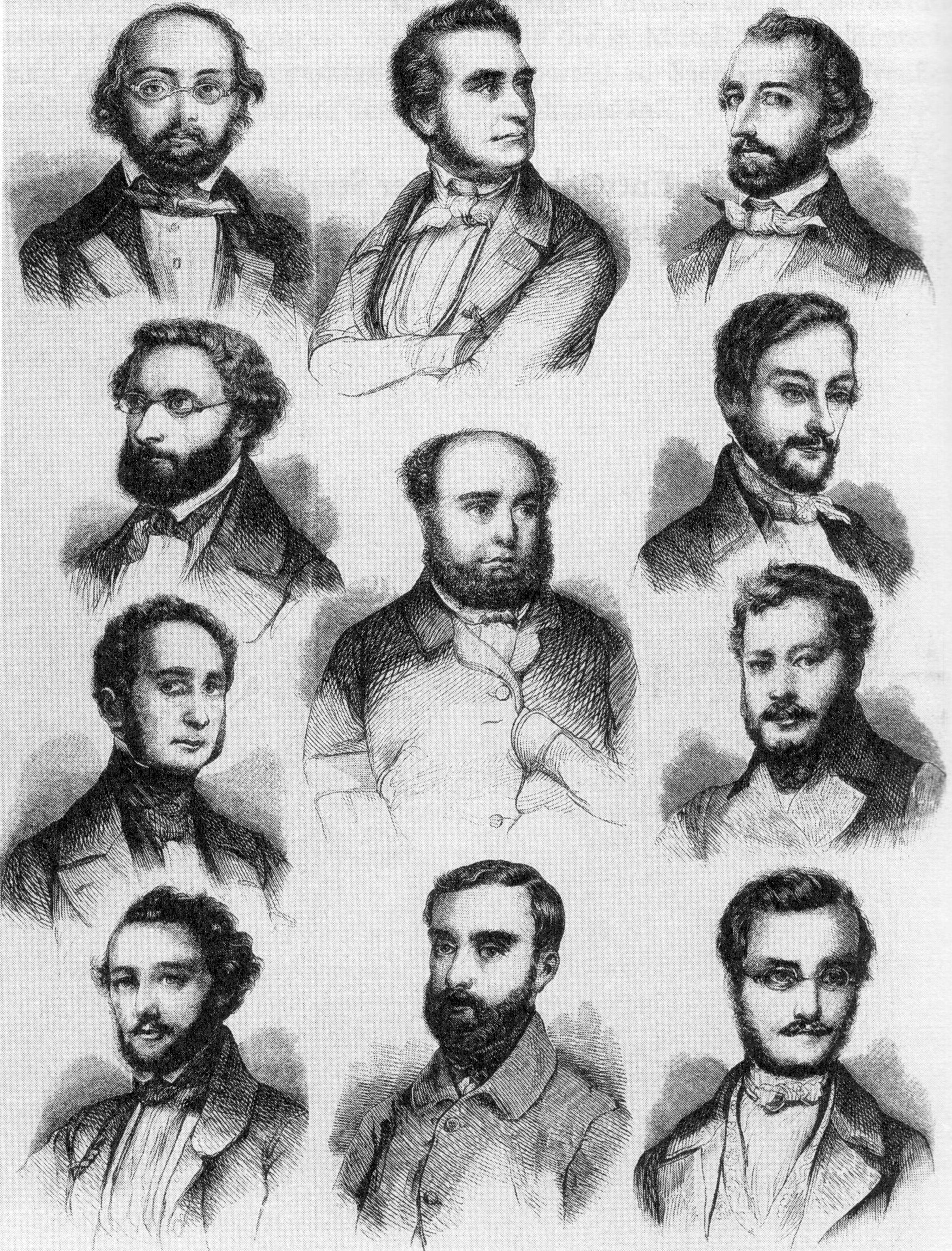
국민의회의 총지도부. 가운데 위쪽이 하인리히 폰 가게른 의장이고 그 아래로 그의 두 부의장인 알렉산더 폰 조이론과 (가운데 맨 아래에) 빅토르 프란츠 폰 안드리안-배어부르크가 있다. 서기 중 하나인 에두아르트 짐손(좌측 열, 아래에서 두 번째)은 1848년 12월에 가게른의 뒤를 이어 의장이 되었다.

5월 17일엔 벌써 삼백 명을 넘은 의원들이 프랑크푸르트 뢰머에 모여 결정하길, 국민의회는 로버트 몰이 제안했던 것 같이 50인 위원회의 지도부를 통해서가 아니라, 나이순 의장을 통해서 개회되어야 한다고 했다. 이후 며칠 동안 그들은 뢰머에서 다시 모여, 칠십 대의 프리드리히 랑을 나이순 의장으로 지명하고 (그가 모든 의원 중 가장 나이가 많은 사람은 아니었음에도 불구하고) 참석자 중 가장 나이가 어린 여덟 명을 "나이순 서기(Alterssekretär)"로 지명했다. 그리고 약 350 명의 의원들은 함께 파울 교회로 이동했다. 첫 회의는 매우 혼란스럽고 무계획적으로 진행되었고, 하인리히 폰 가게른의 의장 선거를 할 때인 5월 19일에는 이런 일도 벌어졌다. 가게른이라는 이름의 의원이 하인리히 폰 가게른 외에도 그의 동생인 막시밀리안을 포함해 몇 명 더 있었음에도, 몇몇 의원이 투표용지에 '가게른'이라고만 쓴 것이다. 하인리히 폰 가게른은 초기의 혼란을 어쨌든 신속하게 없앴다.
5월 29일의 의사규칙에 따라서 출석의원의 절대다수가 국민의회의 의장과 두 명의 부의장을 선출했다. 사 주마다 이들에 대한 재선거가 요구됐는데, 이는 몰이 고안한 개혁안이었고, 의장석은 누구에게나 열려있어야 했다. 의장은 원내 규칙을 똑바르게 유지시켰고, 의사일정을 결정했으며 의회를 이끌었다. 총지도부에는 추가로 여덟 명의 기록담당관(서기)도 속했는데, 이들은 상대다수에 의한 공동 투표로 회기 전체를 위해 선출되었다.
총지도부는 의회 직원들을 임명했다(사무처, Kanzlei). 1848년 11월에 직원은 사무처 대표 1명, 기록담당자 1명과 조수 11명, 그리고 서기보좌관 8명이었다. 속기 부서는 대표 1명(의원 프란츠 비가르트, Franz Jacob Wigard)이 있었고, 그 아래의 속기사 12명과 사무원 13명이 일했다. 추가로 직원에는 전령들과 하인들도 포함되었다.
의장들은 다음과 같았다.
- 프리드리히 랑(Friedrich Lang): 나이순 의장 (1848년 5월 18일에서 1848년 5월 19일까지)
- 하인리히 폰 가게른(Heinrich von Gagern) (1848년 5월 19일에서 1848년 12월 16일까지)
- 에두아르트 폰 짐손(Eduard von Simson) (1848년 12월 18일에서 1849년 5월 11일까지)
- 야코프 루트비히 테오도르 레(Jacob Ludwig Theodor Reh) (1849년 5월 12일에서 1849년 5월 30일까지)
- 빌헬름 뢰베(Friedrich Wilhelm Löwe): 슈투트가르트 잔부의회 의장 (1849년 6월 6일에서 1849년 6월 18일까지)

### 위원회
1848년 5월 19일 가게른은 그의 개회 연설에서 ‘독일을 위한 헌법’의 마련과 독일 통일을 국민의회의 주된 과제로 규정했다. 총 230번의 회의에서 26개의 위원회와 5개의 위임위원회의 지원을 받으며, 의원들은 결과물로 제국헌법을 작성했다.
국민의회는 총 17개의 상임위원회와 10개의 임시위원회를 설치했다. 한 의원은 최소한 하나의 위원회에는 소속되어야 했다. 위원회에 공석이 하나 생길 경우, 그 위원회에서 3명의 의원을 추천하고, 본회의에서 그 중 한 명을 선출했다. 회의는 비공개였지만, 의장은 모든 위원회 회의에 참여할 수 있었다. 애초의 규정과 달리 위원회는 증인과 전문가에게 본회의의 명시적 동의 없이도 질문을 할 수 있었다.
위원회 목록:

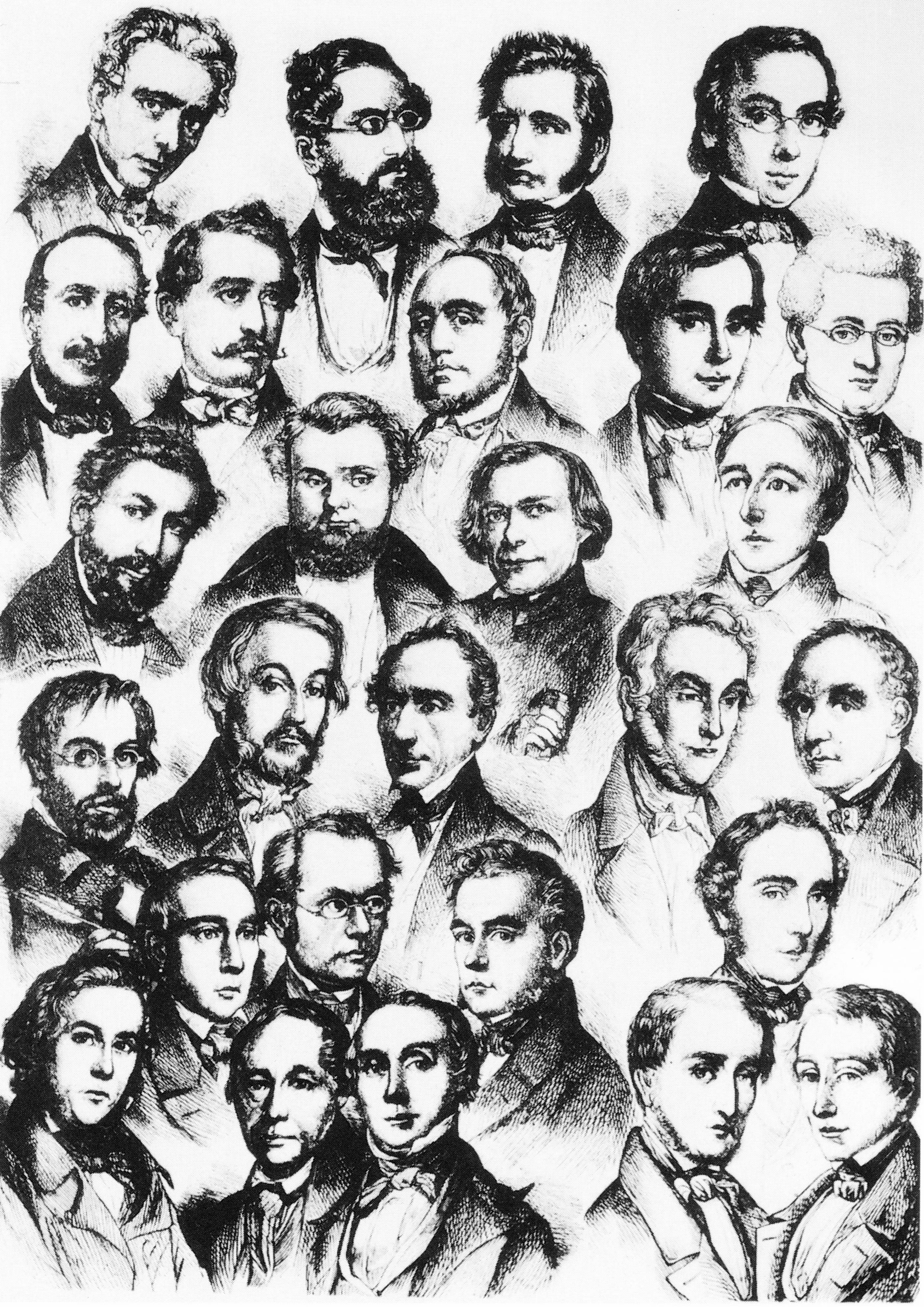
프랑크푸르트 제국헌법 작성을 맡았던 중요한 헌법위원회의 구성원들

- 국민의회 설립을 위한 준비위임위원회(Vorbereitungskommission für die Einrichtung der Nationalversammlung): 1848년 5월 18일부터 1848년 6월 17일까지
- 준비위임위원회가 체결한 조약에 대한 예비협의 개정위임위원회(Revisionskommission zur Vorberatung über die von der vorbereitenden Kommission abgeschlossenen Verträge): 1848년 5월 19일부터 1848년 6월 16일까지
- 의사규칙 위원회(Ausschuß für die Geschäftsordnung): 1848년 5월 19일 이후
- 의정서 교정 위임위원회(Redaktionskommission für die Protokolle): 1848년 5월 22일부터 1848년 6월 16일까지
- 라보 제안에 대한 위원회(Ausschuß für den Raveaux'schen Antrag): 1848년 5월 22일 이후
- 검표 중앙위원회(Zentralausschuß für die Prüfung der Wahlen): 1848년 5월 23일 이후
- 제국헌법 초안을 위한 위원회(Ausschuß für den Entwurf der Reichsverfassung, 헌법위원회): 1848년 5월 24일 이후
- 노동자, 기업가, 상인 관계에 대한 위원회(Ausschuß für Arbeiter-, Gewerbe- und Handelsverhältnisse, 경제위원회): 1848년 5월 24일 이후
- 청원과 제안의 우선순위를 위한 위원회(Ausschuß für die Priorität der Petitionen und Anträge): 1848년 5월 24일 이후
- 해군 위원회(Ausschuß für die Marine): 1848년 5월 26일 이후
- 국제법과 국제문제를 위한 위원회(Ausschuß für völkerrechtliche und internationale Fragen): 1848년 5월 29일 이후
- 임시 중앙권력에 관한 제안의 검토를 위한 위원회(Ausschuß für die Prüfung der Anträge in bezug auf die provisorische Zentralgewalt): 1848년 6월 3일 이후
- 국민무장과 군제에 대한 위원회(Ausschuß für Volksbewaffnung und Heerwesen): 1848년 6월 5일 이후
- 오스트리아-슬라브 문제 조사 위원회(Ausschuß zur Begutachtung der österreichisch-slavischen Frage): 1848년 6월 5일 이후
- 입법 위원회(Ausschuß für Gesetzgebung): 1848년 6월 17일 이후
- 틴겐과 콘스탄츠 선거 조사 위원회(Ausschuß für Begutachtung der Wahlen in Thiengen und Konstanz): 1848년 7월 1일 이후
- 장관책임법 초안에 대한 위원회(Ausschuß für die Entwerfung des Gesetzes über die Ministerverantwortlichkeit): 1848년 7월 1일 이후
- 교회, 학교 사무에 대한 위원회(Ausschuß für die Kirchen- und Schulangelegenheiten, 수업과 양육제도를 위한 위임위원회): 1848년 7월 7일 이후
- 학제 부문을 위한 위원회(Ausschuß für Sektion für das Volksschulwesen)
- 제국섭정 추천 준비를 위한 위임위원회(Kommission für Vorbereitung des Empfangs des Reichsverwesers): 1848년 7월 10일 이후
- 재정위원회(Finanzausschuss): 1848년 8월 25일 이후
- 국민의회 선포 초안을 위한 위원회(Ausschuß für die Entwerfung einer Proklamation der Nationalversammlung): 1848년 9월 20일 이후 (9월폭동에 대하여)
- 슈미트-비스너 제안에 대한 위원회(Ausschuß für den Schmidt-Wiesnerschen Antrag): 1848년 10월 5일 이후
- 로베르트 블룸 의원과 요한 게오르크 귄터 의원 조사 개시를 위한 위원회(Ausschuß für die Einleitung der Untersuchung gegen die Abgeordneten Robert Blum und Johann Georg Günther): 1848년 10월 5일 이후
- 오스트리아 문제에 대한 위원회(Ausschuß für die österreichischen Angelegenheiten): 1848년 10월 17일 이후
- 개별 국가들과 중앙권력간 관계에 관한 제안을 위한 위원회(Ausschuß für Anträge über das Verhältnis der Zentralgewalt zu den Einzelstaaten): 1848년 11월 7일 이후
- 로베르트 블룸 의원의 장례식 정리를 위한 위임위원회(Kommission für die Anordnungen zur Totenfeier für den Abgeordneten Robert Blum): 1848년 11월 23일 이후
- 독일 국가들의 연방국가 형성에 있어 오스트리아 관계에 대한 제국내각의 표본에 대한 조사와 보고를 위한 위원회(Ausschuß zur Begutachtung und Berichterstattung über die Vorlage des Reichsministeriums über das österreichische Verhältnis zur Bildung eines Bundesstaates der deutschen Länder): 1848년 12월 18일 이후
- 제국헌법 실행을 위한 위원회(Ausschuß für die Durchführung der Reichsverfassung, 30인위원회): 1849년 4월 11일 이후
- 15인위원회(Fünfzehnerausschuß): 1849년 6월 8일 이후

### 당파

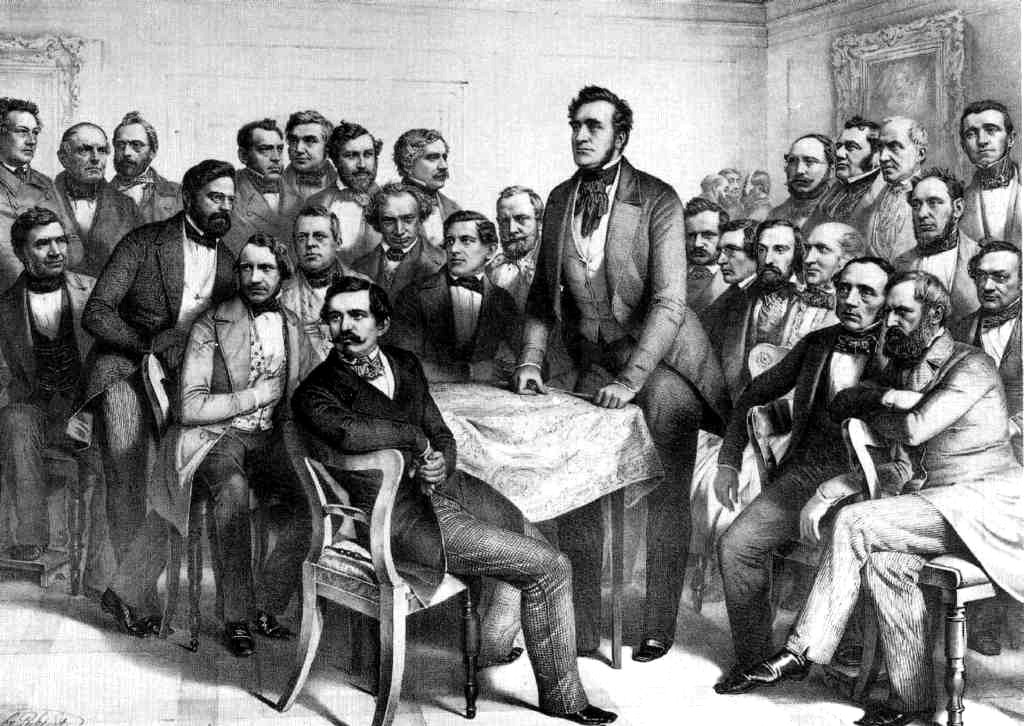
프리드리히 페히트(Friedrich Pecht)의 석판화 “카지노 당”(Club de Casino), 1849년

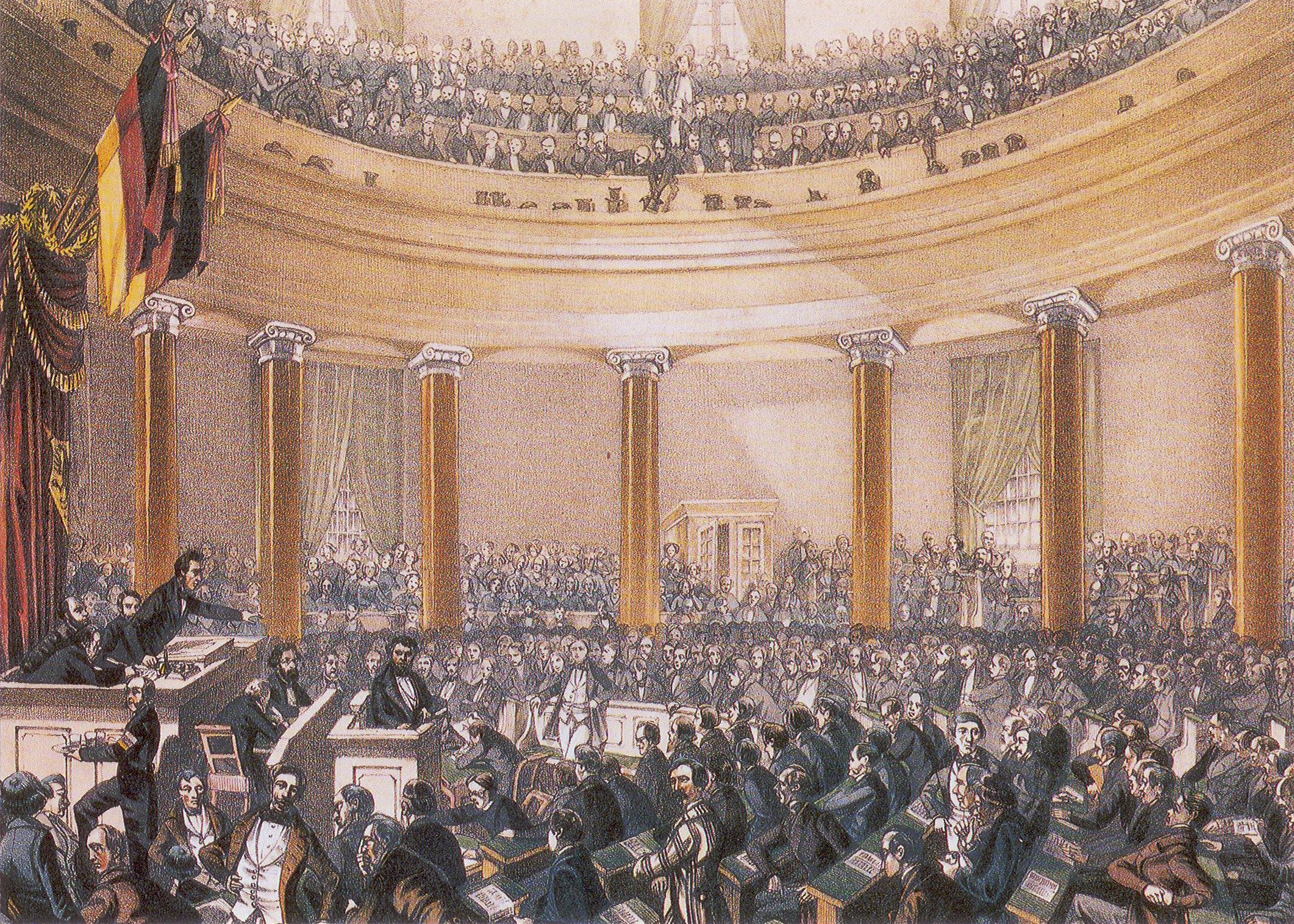
1848년 6월 로베르트 블룸의 연설 도중의 국민의회 회의 모습. 당대에 루트비히 폰 엘리오트(Ludwig von Elliott)가 그린 그림이다.

1848년은 독일에서 정치적 조직화가 절정에 이른 시기였다. 혁명에 참여한 여러 세력들은 각자의 국민정치적 목표를 관철하기 위해 클럽, 협회, 결사체 등 집단을 조직해 대립하였다. 이 같은 작업은 국민의회에서도 이루어졌다. 개회 회의는 전반적으로 매우 혼란스럽게 진행되었고 의원들도 정치적 입장과 관계 없이 무질서하게 앉았지만, 곧 질서 잡힌 의회 작업이 빠르게 형성되었다. 자유주의자, 보수주의자, 가톨릭주의자, 민주주의자 등으로 구성된 의원들은 각자의 정치적 입장에 따라 의회 밖의 토론모임인 클럽을 만들었고, 이것은 정치적 다수 형성에 필수적인 당파의 형성으로 이어졌다. 의원들의 입장에서 당파 활동은 필요악이었지만, 그 결과로 민주적이고 다원적인 정당 제도가 자리잡을 수 있었다. 국민의회의 당파들은 클럽으로 인식되었기 때문에 보통 모임 장소에 따라서 이름 지어졌고, 전반적으로 매우 유동적이었다. 당파들은 특히 헌법, 의회의 권력, 연방 국가들과 비교한 중앙 권력에 대한 그들의 입장에 따라서 크게 세 개의 기본 진영으로 나뉘었다. 1848년 10월에 당파들은 다음과 같았다.
- ‘민주주의자 (좌파)’(Demokratische Linke): 당시의 은어로 ‘전체파’(Ganzen)라 불리기도 했으며, 급진 좌파와 온건 좌파로 이루어졌다.

독일 궁정파(Deutscher Hof) 및 나중의 분파들인 도너스베르크(Donnersberg), 뉘른베르크 궁정파(Nürnberger Hof)
- ‘자유주의자 (중도파)’(Liberale Mitte): 소위 ‘절반파’(Halben)로서, 좌우파의 중도로 구성되었다.

‘의회 자유주의자 (중도좌파)’(Parlamentarisch-liberales linkes Zentrum)
뷔르템베르크 궁정파(Württemberger Hof), 베스텐트할(Westendhall)
‘입헌 자유주의자 (중도우파)’(Konstitutionell-liberales rechtes Zentrum)
카지노(Casino) 및 나중의 분파들인 아우크스부르크 궁정파(Augsburger Hof), 란츠베르크(Landsberg), 파리 궁정파(Pariser Hof)
- ‘보수주의자 (우파)’(Konservative Rechte): 개신교도와 보수주의자로 구성되었다.

나중에 모임장소가 바뀌면서 카페 밀라니파(Café Milani)로 이름이 변경된 석조전파(Steinernes Haus)
이 중에서 수적으로 가장 많은 당파는 카지노, 뷔르템베르크 궁정파 및 1849년부터 중앙 3월협회(Zentralmärzverein)으로 등장한 연맹 좌파였다. 제국헌법 운동을 주도한 3월협회에는 대략 950개의 클럽과 50만 여명의 회원이 있었다. 의원의 약 3분의 1은 어느 당파에도 속하지 않았다.
10월부터는 대독일주의/소독일주의 문제가 기존의 당파들과 겹쳐서 정치적 조직은 더욱 복잡한 양상을 보이게 된다. 1849년 2월에 대독일주의/소독일주의 문제와 관련하여 다시 형성된 각 집단은 모임 장소의 이름을 따서 다음과 같이 불린다.
- "마인루스트"(Mainlust): 대독일주의자들의 당이다. 통일국가를 옹호하는 약 160명의 좌파에 더하여, 카지노파의 분파인 파리 궁정파(Pariser Hof) 출신인 약 100명의 가톨릭주의자, 연방주의자 성향 남독일인, 오스트리아인들로 구성되었다. 그러나 파리 궁정파와 좌파는 그밖의 문제들에 관해서는 매우 단결력이 약했다.
- "바이덴부쉬"(Weidenbusch): 소독일주의자 및 세습황제파의 당이다. 약 220명으로 구성되었다. 카지노파, 란츠베르크파, 아우크스부르크 궁전파 및 부분적으로 뷔르템베르크 궁전파와 일부 베스텐트할파 출신의 북독일 개신교도들에서 유래되었다.
- "브라운펠스"(Braunfels): 특히 베스텐트할파 출신의 자유주의자와 민주주의자들로 구성되었다. 바이덴부쉬에게 타협안을 제시함으로써, 제국헌법이 보통선거권과 같은 민주적 요소들로 강화되도록 하였다.[69]

1849년 3월의 중요한 헌법 투표에서 세 집단이 완전히 통일적으로 표결한 것은 아니었지만, 황제위가 세습적으로 되어야 하느냐의 문제에 대해서는 브라운펠스와 바이덴부쉬 사이의 지몬-가게른 타협(Pakt Simon-Gagern) 덕분에 267명의 의원이 찬성하고 263명의 의원이 반대했다.
의원 로베르트 폰 몰(Robert von Mohl)은 클럽의 형성과 작업 방식에 대해 자신의 《회고록》(Lebenserinnerungen)에 적었다.

원래 4개의 서로 다른 클럽이 있었고, 이는 주로 정치적 성향에 따라 형성된 것으로 […]. 커다란 주요 문제들, 예를 들어 오스트리아의 참여나 황제 선출 문제에서는 통상적인 클럽에 따른 분열이 일시적으로 없어지고, 좌파 연합, 슈뢰더 호텔(Hotel Schröder)의 대독일주의자, 바이덴부셰(Weidenbusche) 호텔의 황제파와 같은 거대한 공동 연합이 형성되었다.

이러한 정당회의는 확실히 실제로 프랑크푸르트의 정치적 삶에서 매우 특이한 부분이었으며, 좋은 결과에, 그리고 당연하게도 나쁜 결과에도 결정적이었다. 클럽은 정치적 동지와 같이 있는 것을 허용하였으며, 이들 중 많은 이들은 진짜 친구가 되었다. 클럽은 모든 중요한 문제들에 대한 살아 있는 충고, 즉석 결정, 그리고 그 결과로 어쩌면 있을지도 모를, 전체 회의에서의 성공도 허용하였다.
 — 로베르트 폰 몰(Robert von Mohl), 《회고록(Lebenserinnerungen)》

## 임시 중앙 정부

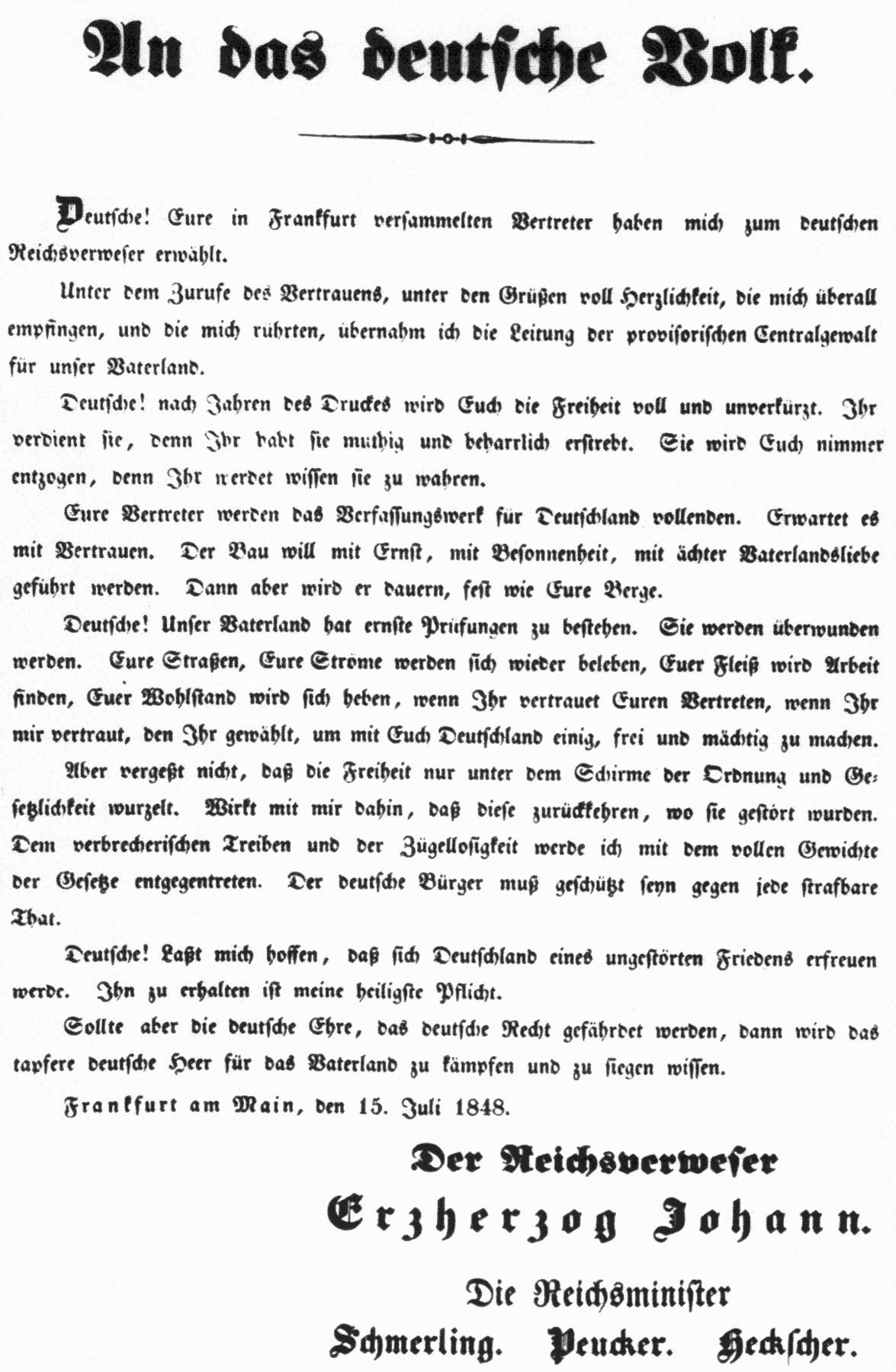
1848년 7월 15일 요한을 제국 섭정으로 선포했다.

국민의회는 독일 연방에서 시작된 것이 아니기 때문에, 국가원수나 내각 같은 본질적인 헌법기관뿐만 아니라, 법적 정당성 또한 부재했다. 독일 연방 조약(Bundesakte)의 변경을 통하여 이러한 정당성을 이끌어낼 수 있을지 몰랐지만, 이를 위해서는 38개의 모든 조약 체결국의 만장일치가 요구되었기 때문에 실질적으로 실행 불가능한 일이었다. 또한 이 같은 이유로 프랑스나 러시아와 같은 강력한 유럽 열강들은 국민의회를 승인하기를 거부했다.
좌파는 이러한 상황에서 혁명적 의회 내각을 요구했는데, 파울 교회 의회는 1848년 6월 28일에 마침내 450 대 100의 찬성율로 “독일 임시 중앙 권력 도입에 대한 제국 법률”(Reichsgesetz über die Einführung einer provisorischen Zentralgewalt für Deutschland)을 가결하였다. 이 법에 따라서 국민의회 중 한 명이 새롭게 형성된 임시 정부의 대표인 제국 섭정(Reichsverweser)에 선출되게 되었고, 다음날 요한 폰 외스터라이히 대공(Erzherzog Johann von Österreich)이 이 자리에 선출되었다. 정부 조직은 총리를 의장으로 하는 장관단으로 구성된 내각을 통하여 지도되었다. 또한 임시 중앙 권력은 전문 부서와 특별대사와 함께 정부 기관을 설치했는데, 물론 이를 위한 자금 조성은 거의 의원들로부터 마련된 것이었다. 독일 연방의 연방 회의는 이미 1848년 7월 12일에 그들의 작업이 끝났음을 선포하고, 중앙 권력에 그들의 책임을 위임했으며, 그 후 요한 대공은 7월 15일에 프로이센의 후작 카를 추 라이닝겐(Karl zu Leiningen)을 총리로 하여 첫 내각을 소집하였다. 그러나 임시 중앙 권력은 내각만 존재할 뿐 경찰이나 군대와 같은 강제력은 개별 국가들에게 의지하여, 본질적으로 무력할 수밖에 없었다. 임시 중앙 정부의 무능함은 슐레스비히-홀슈타인 문제에서 드러난다.

### 제국 정부의 총리
- 카를 추 라이닝겐(Karl zu Leiningen) (1848년 7월 15일에서 1848년 9월 5일까지)
- 안톤 폰 슈메어링(Anton von Schmerling) (1848년 9월 24일에서 1848년 12월 15일까지)
- 하인리히 폰 가게른(Heinrich von Gagern) (1848년 12월 17일에서 1849년 5월 10일까지)

## 중요 정치 문제

### 슐레스비히-홀슈타인 문제와 정치적 진영 형성

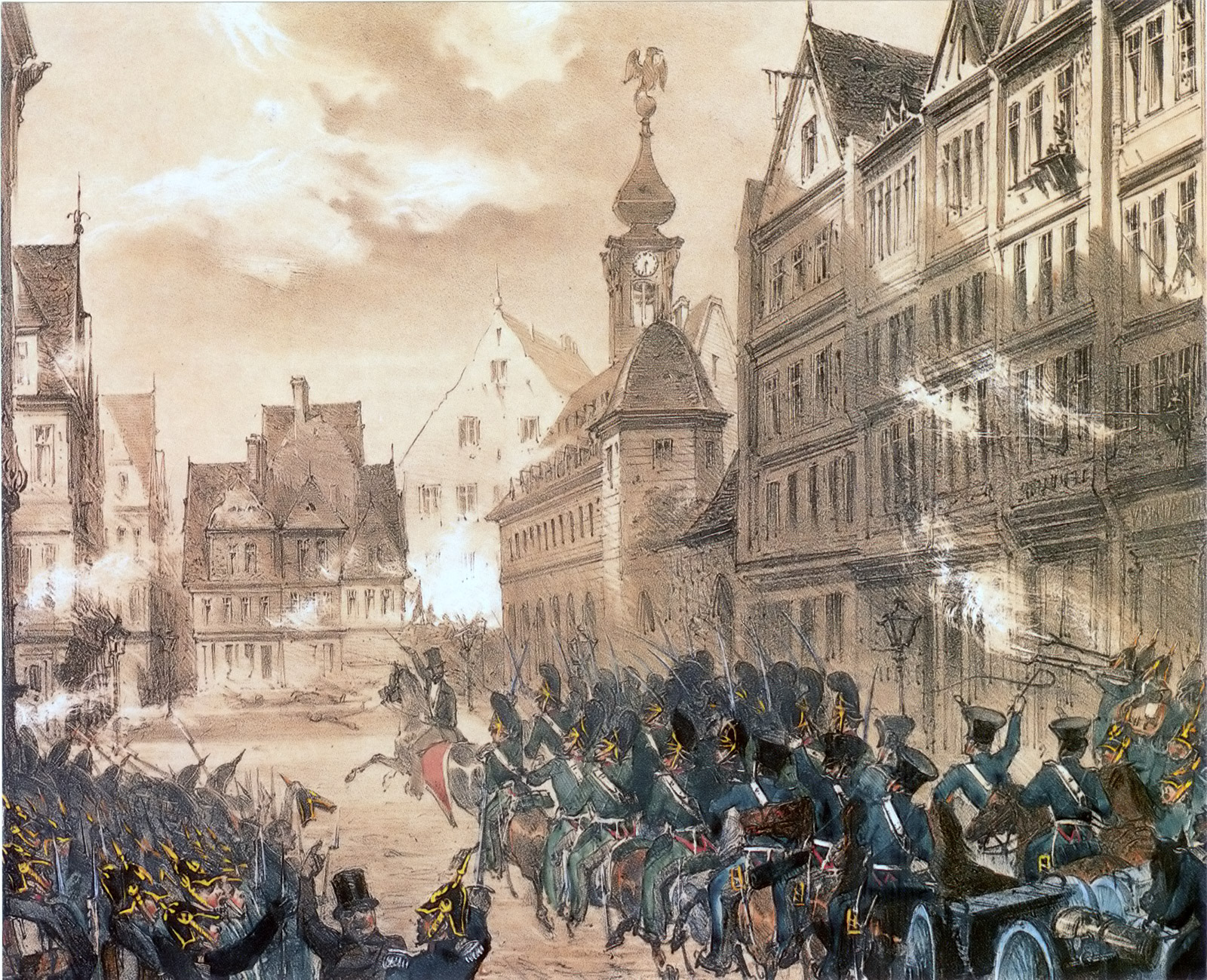
1848년 9월 18일 프랑크푸르트 콘스타블러바헤(Konstablerwache)의 바리케이드 습격. E. G. 마이(May)가 장 니콜라 벤타두(Jean Nicolas Ventadour)의 묘사에 따라 그린 석판화이다.

슐레스비히와 홀슈타인의 정치적 상황은, 민족주의적 사회 분위기 속에서 특히 갈등의 여지가 많은 부분이었다. 두 공국은 사실 1460년부터 리펜 조약(덴마크어: Ribebrevet, 독일어: Vertrag von Ripen)을 통하여 “영원히 떨어질 수 없는”(덴마크어: se bliwen tosamende up ewig ungedelt) 일체성을 가진 하나의 지방이어야 했고 둘 다 덴마크와 동군연합 상태가 되었지만, 홀슈타인만 독일 연방의 일부였고, 덴마크의 봉토가 형성된 혼용어 지역인 슐레스비히 공국은 독일 연방이 아니었다. 3월 혁명의 여파로 민족주의가 발흥하자, 독일 민족자유주의자들은 좌파들과 함께 슐레스비히를 독일 연방으로 받아들여서 국민의회에 대표를 할당해줄 것을 요구했다. 반면 덴마크 민족자유주의자들은 슐레스비히를 새로운 덴마크 국민국가의 일부로 합병하기를 바랐다.
이 과정에서 무력 충돌이 발생하였고, 독일 연방의 위임을 받아 프로이센 군대가 파견되어 슐레스비히-홀슈타인을 점령했다. 그러나 영국, 러시아, 프랑스의 압력으로 프로이센은 덴마크와 8월 26일 스웨덴의 말뫼에서 하는 수 없이 휴전 협정을 맺었다. 협정은 슐레스비히-홀슈타인에서 모든 군인을 철수할 것을 계획하였으며 이 지역을 공동 관리에 두는 내용을 담고 있었다.
프랑크푸르트 국민의회는 우선 달만의 주도로 급진 좌파의 지원 하에, 국민의회의 관여 없이 프로이센이 독자적으로 체결한 말뫼 조약을 1848년 9월 5일 238 대 221의 투표율로 거부하였다. 그로 인해서 라이닝겐은 총리에서 물러났다. 달만은 어떠한 새로운 내각도 구성할 수 없었고, 그 후 안톤 폰 슈메어링이 라이닝겐의 후계자로 총리로 취임했다.
1848년 9월 16일의 두 번째 투표에서 국민의회는 사실상의 상태에 순응하여 과반수를 간신히 넘겨 평화조약을 비준했다. 평화조약은 독일 민족주의에 반하는 것이었고, 이것의 승인은 국민의회의 무능함을 드러냈다. 이로 인해 프랑크푸르트에서 민중봉기인 9월 혁명(Septemberrevolution)이 일어나, 여기서 카지노 당파에 포함되는 의원인 펠릭스 퓌르스트 리흐노브스키(Felix Fürst Lichnowsky)와 한스 아돌프 에르트만 폰 아우어스발트(Hans Adolf Erdmann von Auerswald)가 살해당했고, 국민의회는 이에 대항해 결국 프로이센과 오스트리아의 연방 군대를 마인츠에 있는 연방 요새로 불러올 수밖에 없었다.
좌파인 동시에 민족주의 성향이었던 급진 민주주의자들은 그때부터 그들이 더 이상 국민의회를 통해서 대표되지 않는다고 보았으며 독일 연방의 여러 국가들에서 독자적인 혁명 행위를 취했다. 이에 따라 구스타프 슈트루베(Gustav Struve)는 9월 21일에 뢰르라흐(Lörrach)에서 독일 공화국(die deutsche Republik)을 선언함으로써 바덴에서 두 번째 민주 봉기를 시작했다. 헝가리에서의 민족주의 소요는 10월부터 빈으로 퍼졌으며 거기서 빈의 10월 봉기(Wiener Oktoberaufstand)와 같은 세 번째 혁명 물결로 이어지며 국민의회의 작업을 더욱 방해하였다.
국민의회가 말뫼의 평화 조약에 대해 찬성하기 직전까지는 그래도 부르주아 자유주의와 급진민주주의 진영 사이의 골 깊은 분열이 끝날 수도 있었다. 급진민주주의 정치인들은 말뫼의 강화 조약을, 헤커가 이미 1848년 6월에 표현한 것처럼, 부르주아들이 “주권을 가진 국민의 이름으로 행동”하는 대신 “제후들에게 조종당하고 있”으며, 따라서 “국민의 일에 대한 배신자”라는 견해를 최종적으로 확정하는 것으로 보았다. 이에 반해 부르주아 자유주의자들에게 소요 사태는 좌파들의 근시안적이고 무책임한 자세 및, 무정부 상태와 살인으로 끝나는 ‘좌파 폭도’(linken Pöbels)의 위험에 대한 그들의 견해를 더욱 증명하는 것이었다. 나중에 국민의회가 실패하는 이유로 이러한 초기의 분열이 결정적이었다고 볼 수 있는데, 특히 분열이 의회의 외관과 수용뿐만 아니라, 당파간의 협력작업까지 영구적으로 해를 끼쳤기 때문이다.

### 10월 봉기와 로베르트 블룸의 처형

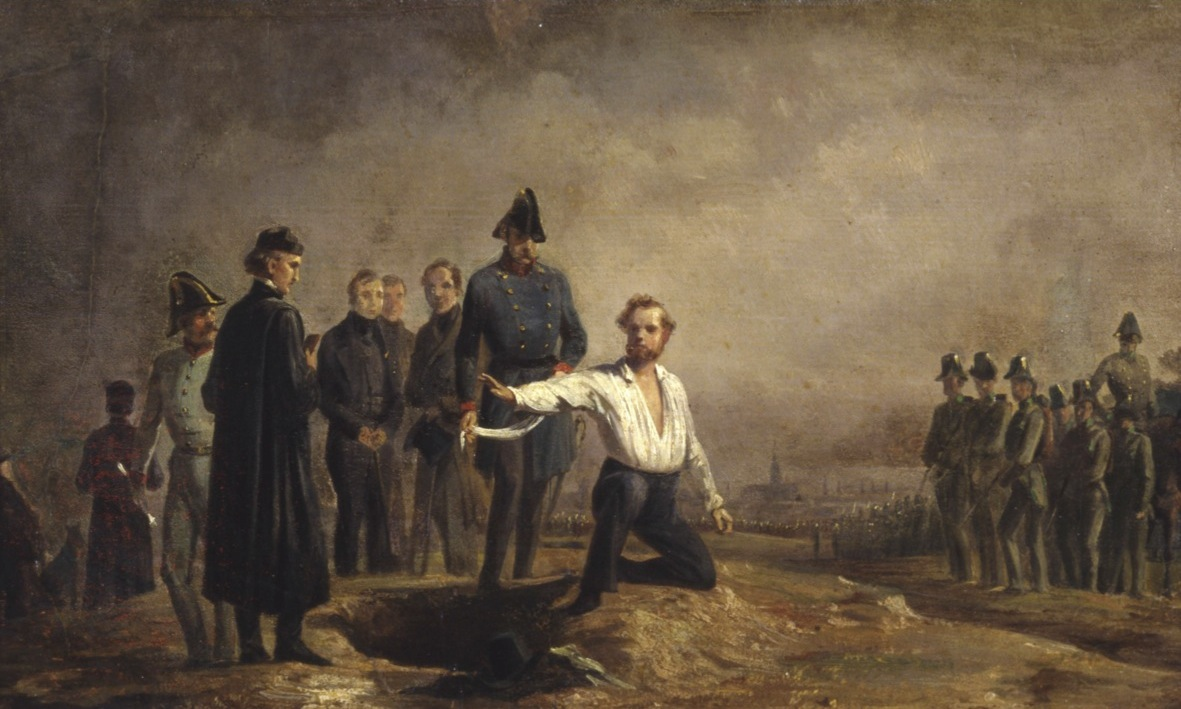
블룸의 처형 장면. 카를 콘스탄틴 하인리히 슈테프페크(Carl Constantin Heinrich Steffeck)의 그림. 1848/49년작.

빈에서의 10월 봉기가 확대되고 오스트리아 정부가 수도에서 피난가게 된 후, 국민의회는 좌파 의원들의 주도로 오스트리아 정부와 봉기 혁명가 사이의 중재를 시도했다. 이 사이에 오스트리아 정부는 봉기를 유혈 진압하였다. 이와 동시에 오스트리아에 파견됐던 의원인 민주적 좌파의 거두 로베르트 블룸도 체포되어 11월 9일 면책특권의 준수 없이 즉결 총살당했다. 이 사건으로 국민의회는 동력을 상실했으며 국민의회가 독일 연방 내 개별 국가 정부들의 호의에 기대고 있음이 다시 한 번 명백하게 드러났다. 프리드리히 엥겔스(Friedrich Engels)는 1852년 《독일의 혁명과 반혁명(Revolution und Konterrevolution in Deutschland)》에 다음과 같이 표현했다.

빈과 베를린에서의 혁명의 운명이 결정되었으며, 프랑크푸르트 의회의 존재에는 가장 작은 주목조차 하지 않고 이 두 수도에서 가장 중요한 삶의 문제가 끝나버렸다는 사실 - 이 사실만으로도 확실히 하기에 충분하다. 이 단체가 단순한 토론 클럽에 불과했으며, 순진한 멍청이들을 모아 만들었다는 것을. 이들은 자신들을 정부의 의회 꼭두각시로 남용되게 하였으며, 이것은 작은 국가와 도시들의 소상인과 수공업자들의 즐거움을 위해 연극을 제공하기 위해서였다. 그것도 사람들의 주의를 돌려 놓기 위해서 적절하다고 여겨지는 한에서만 제공되었을 뿐이었다.
 — 프리드리히 엥겔스(Friedrich Engels). "독일의 혁명과 반혁명"

블룸의 처형은 또한 1848년 가을에 3월 혁명의 힘이 느슨해지기 시작했다는 표시이기도 했다. 이는 오스트리아에만 해당되는 이야기가 아니었다. 연말 무렵에는 다른 영방국가들에서도 보수 세력들이 같은 전철을 밟았다. 3월 정부들의 힘은 침식되었다. 프로이센에서는 3월 혁명으로 구성된 프로이센 국민의회가 11월에 무력으로 해산당했고 그들이 제출한 헌법제안안은 거절되었다. 오스트리아와 프로이센의 반혁명이 다른 지역으로까지 확산되면서 혁명의 불씨는 사그라지기 시작하였다.

### 대독일주의와 소독일주의 해결책
독일의 민족적 통일이 무엇인지 정의하는 것은 프랑크푸르트 국민의회를 엄청난 어려움에 직면하게 하였다. 통일이 독일인만을 포함해야 할지, 다른 소수 민족까지 포함해야 할지 국민국가의 경계에 대한 문제가 제기되었다. 여기에 있어서는 여전히 결정되지 않은 문제인 슐레스비히의 포함 여부는 작은 문제에 불과했다. 더 어려운 일로 드러난 사실은, 독일 연방의 두 강대국인 프로이센과 특히 오스트리아의 커다란 부분은 독일어 사용 권역의 밖에 놓여 있었고, 이 지방들을 독일 국가에 포함할지 여부는 단순히 주민의 민족적 정체성 문제에 그치는 것이 아니라 독일 영내 국가들간의 세력 싸움이기도 한다는 것이었다. 대표들은 체코의 노력에도 불구하고, 보헤미아(Böhmen)와 모라바(Mähren)를 독일 연방의 한 부분으로 할 것을 명백히 하였다. 마찬가지로 의원들은 1848년 대폴란드 봉기를 이유로 포젠 지방을 편입시킬 것을 결의하였다. 포젠은 본래 폴란드의 일부였으나, 폴란드 분할으로 프로이센의 지방이 된 곳이었다. 포어메르츠 시기에 폴란드는 민족 해방의 가능성을 보고 환희하였지만 포젠 지방의 독일 편입이라는 결정은 진보 진영마저도 폴란드 민족 해방보다는 독일 국민국가 사상을 더 편애한다는 것을 보여주었다.

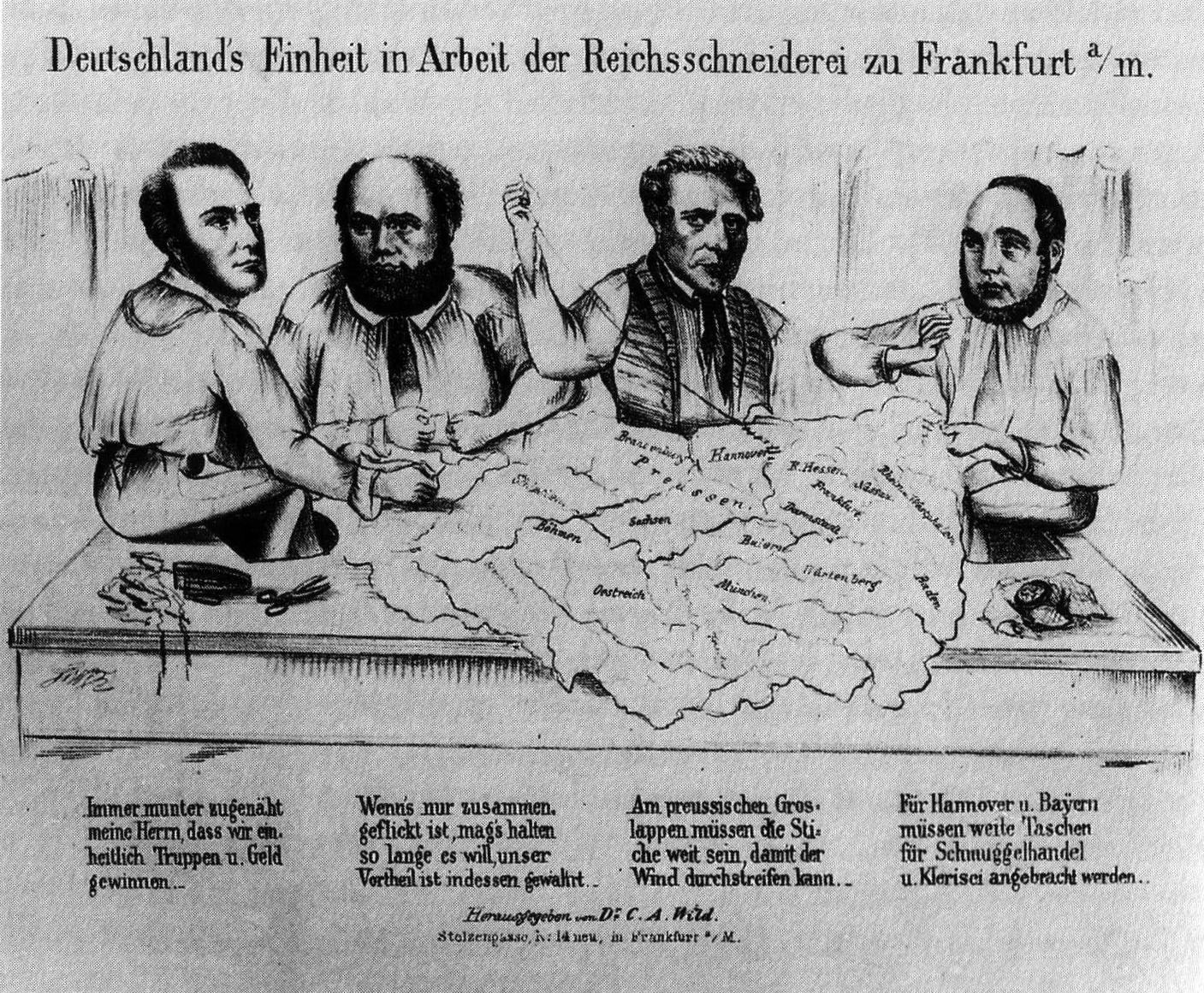
국민국가의 성립에 대한 케리커쳐. 왼쪽부터 하인리히 폰 가게른(Heinrich von Gagern), 알렉산더 폰 조이론(Alexander von Soiron), 카를 테오도르 벨커(Carl Theodor Welcker), 프리드리히 다니엘 바서만(Friedrich Daniel Bassermann).

미래의 독일 국민국가의 국경에 관해서 원론적으로 오직 두 가지 해법이 고려되었다. 소독일주의 해법은 독일을 프로이센의 주도로, 단 오스트리아 제국은 배제하여 하나로 묶는 것을 계획하였으며, 이는 다민족국가의 문제라는 부담을 마주하지 않기 위해서였다. 대독일주의 해법의 추종자들은 이와 반대로 오스트리아의 포함을 선호하였다. 이 입장의 의원들 중 오직 일부분만이 전체 합스부르크 왕조의 통합에 신경썼다. 프랑크푸르트 국민의회 대독일주의자의 다수는 오스트리아를 분할하여 오직 독일인이 거주하는 지역만을 독일국에 포함시키는 방안을 선호하였다.
급진 좌파의 대다수가 대독일 통일 방안에 찬성하면서, 카를 포크트(Carl Vogt)가 상술한 것처럼 이를 통해 폴란드와 헝가리에 대항하여 “동부의 야만인들에 대한 서부의 문화적 성전”이 동반되어야 한다고 본 것과 달리, 진보적 중도파는 다시 실용적인 접근 방법을 지지하였다. 1848년 10월 27일 국민의회는 대독일주의 통일 방안에 찬성하면서 오직 “오스트리아의 독일 지방”만을 포함하는 것을 지지하였다.
오스트리아의 독일인 정치가들은 오스트리아 제국을 일부만을 참여시키는 프랑크푸르트식 대독일주의(Frankfurterisches Großdetschtum)에 반대하여, 오스트리아 제국 전체가 통일 독일에 참여해야 한다는 오스트리아식 대독일주의(Österreichisches Großdeutschtum)를 주장했다. 특히 오스트리아의 황제 페르디난트 1세는 자신의 국가를 쪼갤 마음이 전혀 없었으며, 프란츠 요제프 1세에게 제위를 넘겨주기 겨우 며칠 전인 11월 27일에도 자국의 총리인 슈바르첸베르크(Felix zu Schwarzenberg)에게 오스트리아의 불가분성을 천명하는 교서를 발표하게 하였다. 이로써 국민의회가 도달할 수 있는 국가적 통일의 최대치는 프로이센이 최강대국인 소독일주의 해법의 범위 안에서임이 명백해졌다. 국민의회는 기존의 당파와 별개로 대독일주의와 소독일주의로 분열되었다. 슈바르첸베르크가 1849년 3월에 다시 한 번 오스트리아 전체를 새로 건설되는 국가에 포함하는 것과 합스부르크 왕조의 영향력을 현저히 증대시킬 것을 요구하기는 했지만, 오스트리아인인 슈메어링이 오스트리아의 입장과 국민의회의 자세 사이의 더 이상 화해가능하지 않은 대립 때문에 총리 자리에서 사퇴한 후인 1848년 12월에 주사위는 이미 소독일적 제국으로 기울어졌다. 슈메어링의 뒤는 하인리히 폰 가게른이 이었다. 가게른은 프로이센 왕을 통일 제국의 세습황제로 추대하는 계획을 추진하였다.
그럼에도 불구하고 파울교회헌법에서는 독일 연방의 영역을 통일 독일의 영토로 규정하고 독일인 지방과 비독일인 지방을 가진 국가들에 대한 특별법을 규정해둠으로써 오스트리아의 뒤늦은 가입의 여지 역시 만들어 두었다. 또한 § 87의 연방원(Staatenhaus)에서의 표의 분배도 오스트리아의 추후 가입을 고려하였다.

### 제국헌법과 기본권

제국헌법의 도식

1848년 5월 24일 국민의회는 바서만(Bassermann)을 의장으로 30명의 헌법위원회를 설치하여, 제국헌법의 마무리를 준비하고 조정하도록 하였다. 여기에는 연방의회에 의해 설치된 7인 위원회의 사전작업이 이용되었다.
1848년 12월 28일 제국법률공보(Reichsgesetzblatt)에 1848년 12월 27일의 “독일 국민의 기본권과 관련된 제국 법률”(Reichsgesetz betreffend die Grundrechte des deutschen Volkes)이 공포되었는데, 이 법률은 기본권이 즉각적인 구속력을 가지고 적용될 것을 명백하게 하였다.
기본권의 내용에는 거주·이전의 자유와 전 독일의 모든 독일인의 평등권뿐 아니라, 계급 특권과 중세적 조세의 폐지, 신앙과 양심의 자유, 사형의 폐지, 학문의 자유, 집회의 자유, 경찰의 대우와 재판절차와 관련된 기본권, 주거의 불가침, 언론의 자유, 재판관의 독립성, 그리고 직업과 주거의 자유가 포함되었다.
길고 논란이 많은 논의 끝에 의회는 1849년 3월 28일 완전한 제국헌법을 가결했다. 이 헌법은 세습되는 국가원수직을 규정하였는데, 이는 가게른을 중심의 소위 ‘세습군주제파’가 원래는 세습군주제에 반대했던 하인리히 지몬(August Heinrich Simon) 중심의 베스텐트할 파의 지원을 얻어 3월 27일 투표에서 267 대 263로 다수를 차지해 이긴 결과였다. 이 연합은 헌법 초안의 첫 독회가 각하됨에 따라 나온 해결책이었다. 여론 변화의 주된 이유는, 대안으로 제시된 선출군주제나 임기제 의장이 있는 집정부제와 같은 다른 모든 방안이 훨씬 실현 가능성이 없었고, 급진 좌파가 미국을 모델로 요구한 공화국만큼이나 별 지지를 받지 못했기 때문이었다.
국민의 대표는 제국헌법에 따라서 양원으로 구성될 것이었으며, 이는 직접 선출되는 국민원(Volkshaus)과 독일 연방 내 국가들이 대표를 파견하는 연방원(Staatenhaus)이었다. 연방원의 의원은 절반은 그 때의 각국 정부들에 의해서 파견되고, 나머지 절반은 각국 의회에 의해서 선출되었다. 연방원 의원들은 6년마다 선출되었으나, 국민원 의원들은 3년마다 선출되었다. 통일 독일의 수도는 프랑크푸르트로 정하였다.

### 국가원수와 황제대표단

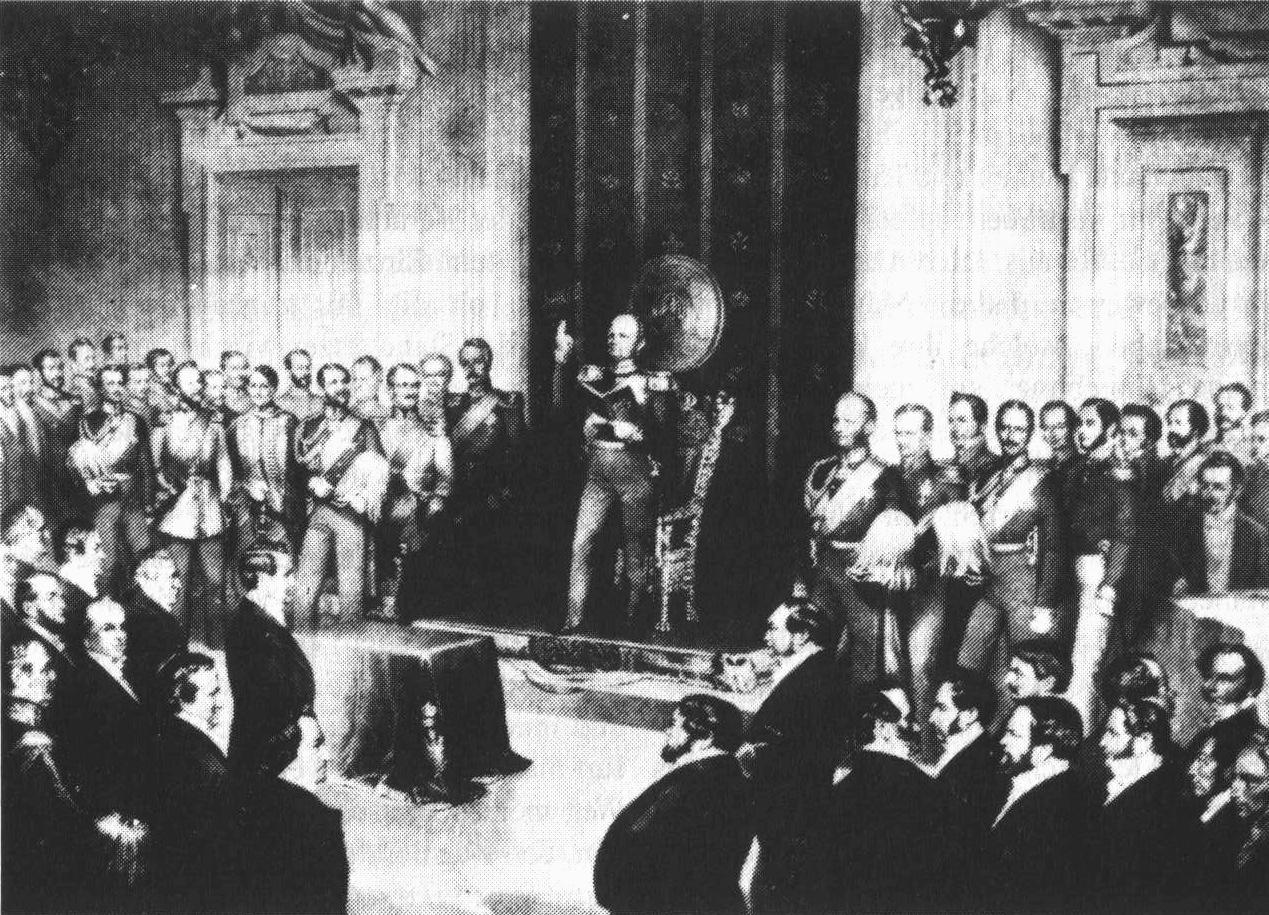
황제대표단에 대한 당대의 목판인쇄 그림.

소독일주의 해법과 입헌군주제 국가형태의 채택에 따른 거의 필연적인 결과로서 프로이센 왕이 세습 국가원수로 선출되었는데, 290표의 찬성표를 받았고 248표는 특히 좌파를 비롯해 남독일, 오스트리아 출신 의원의 단념, 저항표였다. 다만 의원들은, 프로이센 정부가 1849년 1월 23일에 독일 연방 국가들에게 프로이센이 ‘세습황제파’의 생각을 수용할 것이라고 알려왔긴 했지만, 프리드리히 빌헬름 4세가 프랑크푸르트 국민의회의 작업에 강한 선입견을 가지고 있다는 것을 알고 있었다.

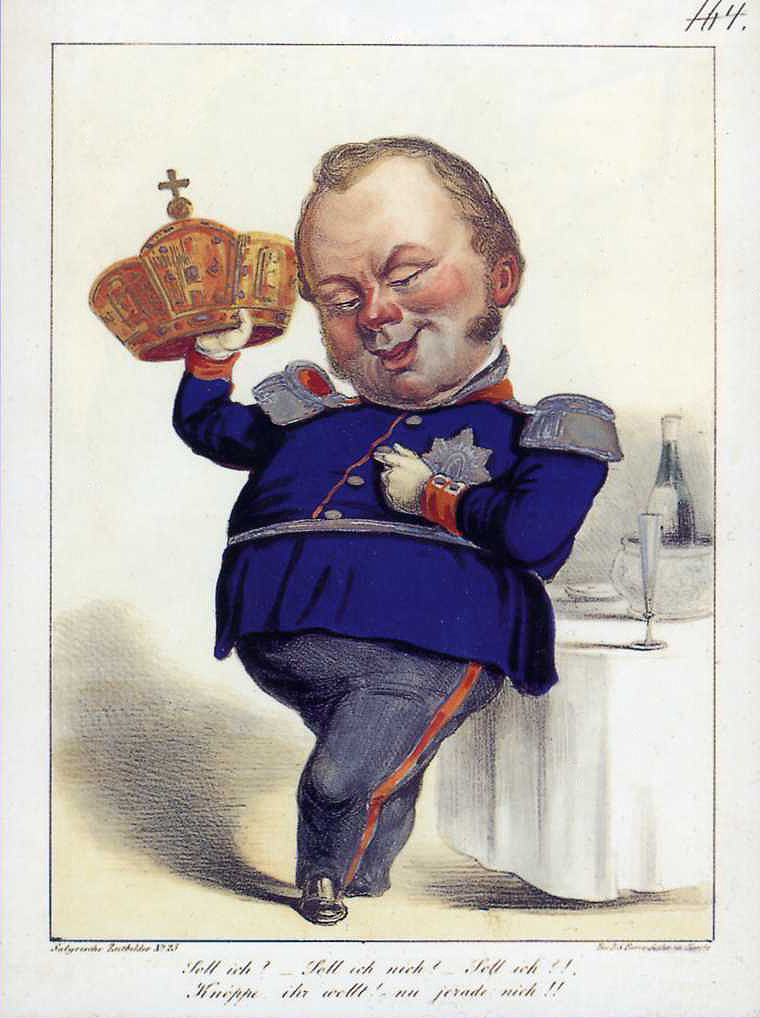
황제직을 거부하는 프리드리히 빌헬름 4세를 그린 케리커쳐.

또한 프로이센은 예를 들어 바이에른, 뷔르템베르크, 작센, 하노버 등과 반대로, 첫 독회 이후 헌법초안에 찬성하는 입장이었다. 임시 중앙 권력의 대표는 이에 대하여 바깥으로 다방면의 대화를 시도하여 프로이센 정부와의 연합에 이르고자 하였으며, 특히 급진 좌파에 대항한 공동 전선을 형성하려 노력하며 왕조가 살아남을 수 있는 유일한 방법은 입헌의회 군주제를 수용하는 것이라고 주장하였다. 1848년 11월에 바서만과 아우구스트 헤어겐한(August Hergenhahn)이 중앙 권력의 대사로서 프리드리히 빌헬름 4세와 가졌던 회담도 이러한 방향으로 흘러갔다.
이에 따라 1849년 4월 3일 국민의회는 에두아르트 폰 짐손이 이끄는 대표단(황제대표단, Kaiserdeputation)을 파견하여 프리드리히 빌헬름 4세에게 황제가 될 것을 제의했다. 이것은 그러나 지위나 관직은 제후들과 자유시들의 찬성 없이는 받을 수 없다는 표면적인 근거에 따라 거절되었다. 그렇지만 사실 프리드리히 빌헬름은 왕권신수설의 원칙을 고수했고, ‘혁명의 썩은내’(Ludergeruch der Revolution)가 나는 어떠한 왕관도 받을 수 없다고 생각했다. 이로써 국민의회의 헌법작업과, 더 나아가 독일의 3월 혁명까지 완전히 좌절되었다. 또한 황제 지위의 거절은 다른 독일 제후들에게는 정치적 힘의 관계가 자유주의자들에게 반대로 선회했다는 신호였다. 작은 국가들은 특히 제국헌법을 별로 내키지 않게 받아들였으며, 뷔르템베르크만이 오랜 망설임 끝에 헌법작업을 받아들인 유일한 왕국으로 남았다.

## 잔부의회와 해산

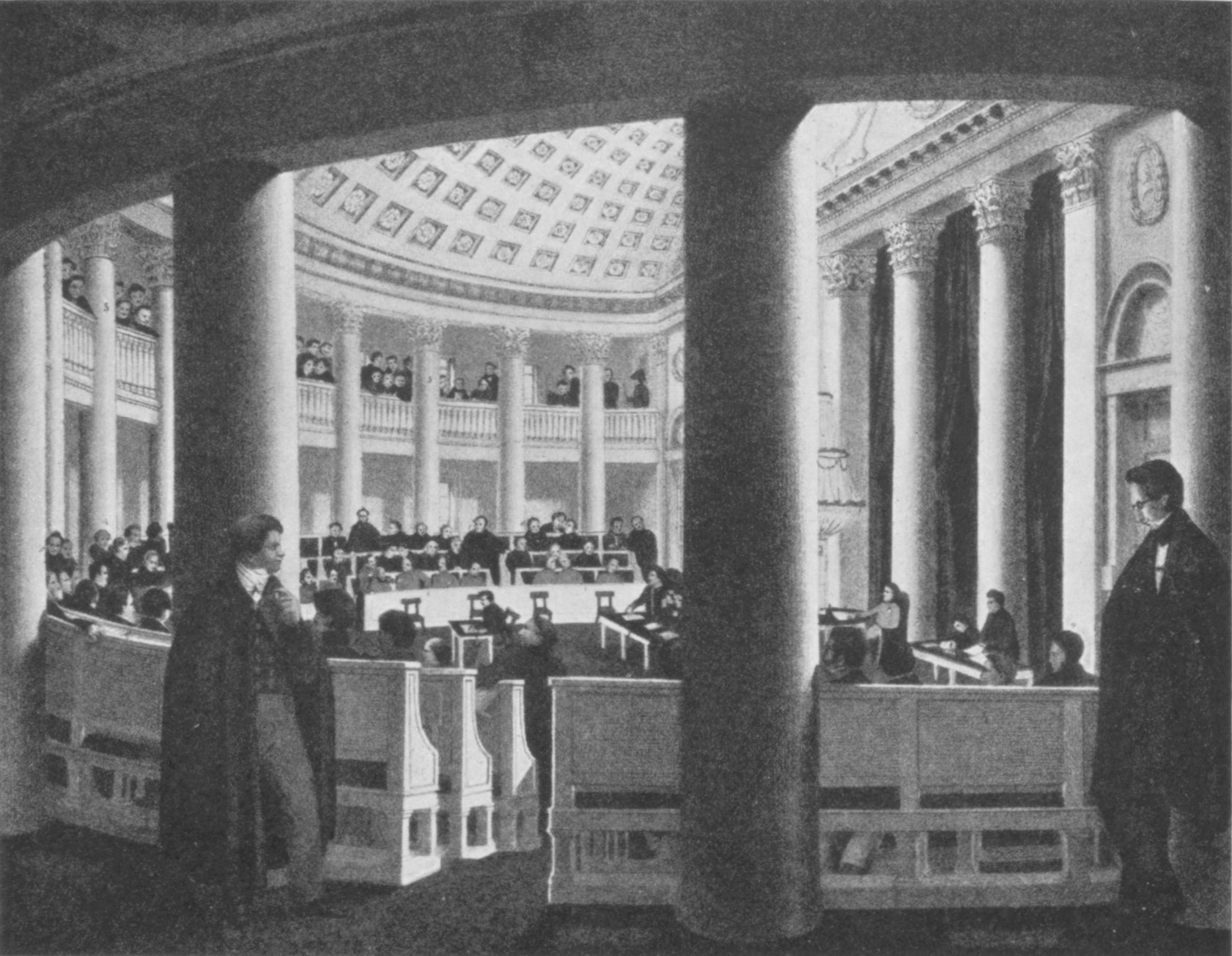
잔부의회의 첫 회의장소였던 슈투트가르트 의사당의 반월홀. 구스타프 렌츠(Gustav Renz)의 석판화.

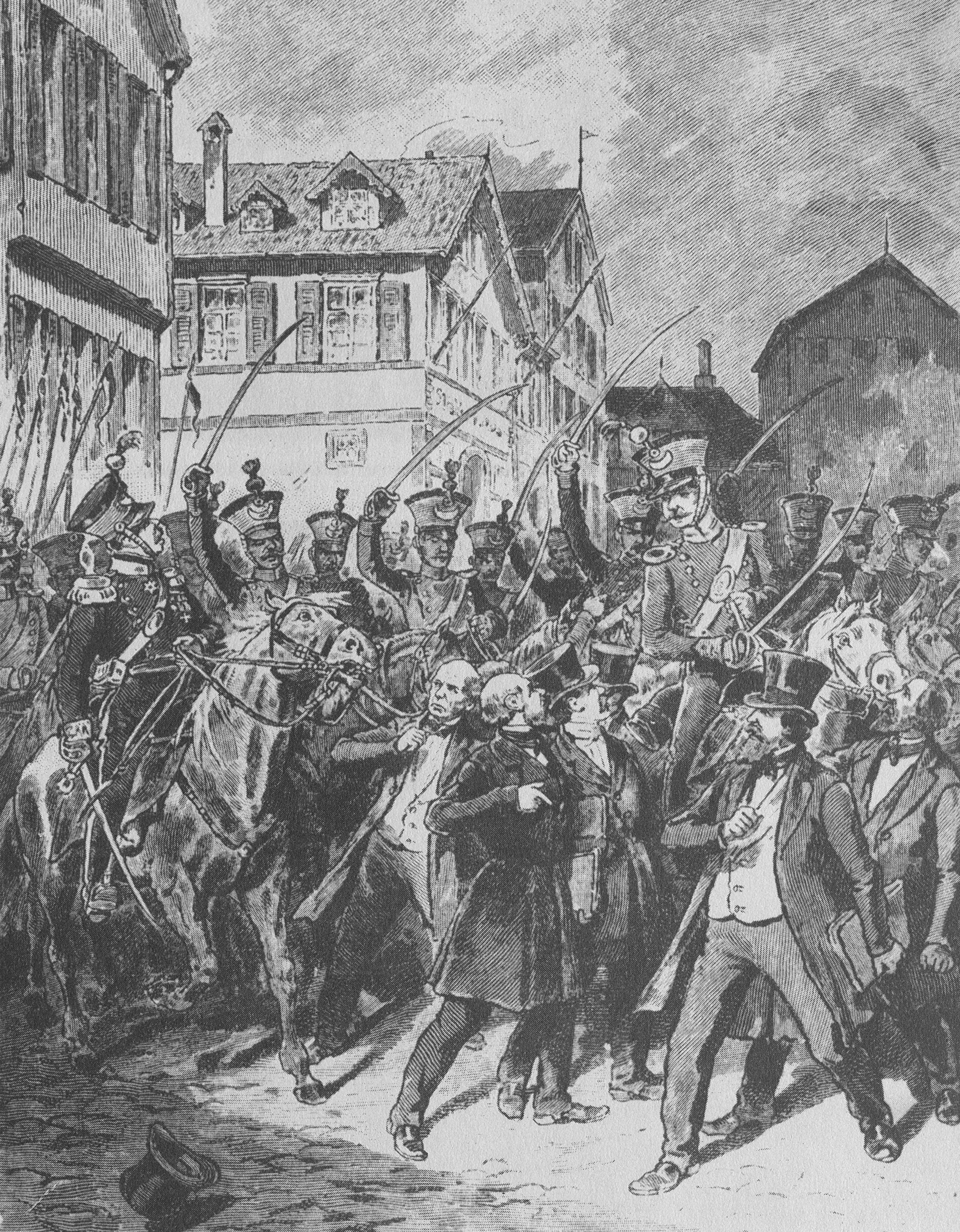
1849년 6월 18일 슈투트가르트의 잔부의회 해산 장면. 뷔르템베르크 기마병들이 입장이 거부된 의원들이 시위하자 해산시키고 있다. (1893년 책의 삽화)

1849년 4월 5일 모든 오스트리아 의원들은 프랑크푸르트에서 빠져 나왔다. 5월 14일에는 프로이센 의원들도 그들의 의석을 포기하였다. 가게른이 제안한 새로운 선출은 실시되지 않았고, 이에 따라 국민의회는 계속해서 쇠약해질 뿐이었다. 다음에는 거의 모든 보수, 부르주아 자유주의 의원들이 의회를 떠났다. 남아 있는 좌파 세력은 어쨌거나 28개의 독일 국가들에서 제국헌법이 인정 받았다는 사실에 따라서 제국헌법 운동(Reichsverfassungskampagne) 및 이를 통해 존재하는 정권들에 대한 대중적 저항을 호소하였으며, 이것은 정치적 상황의 고조로 이어졌다. 정확히는 제국헌법 운동의 지지자들의 입장에서는 그들은 헌법실행자로서 헌법을 지키지 않는 국가들에 대항해 선구적 행동을 한 것이기 때문에 스스로를 혁명가로 느끼지는 않았지만, 그럼에도 불구하고 본질적으로 급진민주좌파만이 (근본적으로 특별히 헌법에 애착을 가진 것은 아니었지만) 제국헌법을 공권력을 통해 실행할 준비가 되어있었다. 시민 계급과 ‘절반파’ 당파의 주도적 자유주의 정치가들은 이러한 패배를 보고 새로운 혁명을 거부했으며 국민의회에서의 그들의 작업에서 (대부분은 실망 때문에) 손을 뗐다.
이 사이에 제국헌법 운동은 헌법의 승인에는 별 성과를 거두지 못 했으나, 이 과정에서 민중 중 혁명에 참여할 용의가 있는 사람들을 동원하는 데 성공하였다. 작센에서는 5월 봉기가 일어났으며, 바이에른의 팔츠에서는 팔츠 봉기가 일어나 혁명가들이 실질적으로 정부 권력을 인수받았다. 5월 14일에는 바덴 대공 레오폴트가 라슈타트 수비군의 반란 때문에 나라 밖으로 피신해야만 했다. 봉기 세력은 바덴 공화국을 선언하고, 국민의회 의원 로렌츠 브렌타노(Lorenz Brentano)를 수장으로 혁명정부를 수립했다. 이들은 혁명 측으로 몰려든 바덴 군과 함께 폴란드 장군 미에로스와프스키(Ludwik Mierosławski) 예하의 군대를 편성했다. 프로이센 군이 독일 연방의 위탁을 받아 혁명 군을 진압하는 동안, 프로이센 정부는 5월 말 잔류한 의원들을 프랑크푸르트 자유시 밖으로 추방하려고 준비하였다. 급진민주좌파 노선을 따르지 않으려는 더 많은 의원들은 자진해서 의원직에서 사퇴하거나 의원직을 포기하라는 그들의 자국 정부의 뜻에 따랐다. 5월 26일 국민의회는 계속해서 모자라는 출석 때문에 의결정족수를 100 명으로 내려야 했다. 남아있는 의원들은 이에 따라 5월 31일 뷔르템베르크 3월 정부 법무부 장관이기도 했던 의원 프리드리히 폰 뢰머(Friedrich von Römer)의 주도로, 프로이센의 세력권을 피하기 위하여 의회를 슈투트가르트로 이전할 것을 결의하였다. 프랑크푸르트 국민의회는 이것으로 실질적으로 해산되었다. 조롱조로 잔부의회(Rumpfparlament)라 불리는 국민의회의 남은 부분은 처음에 154명의 의원으로 1849년 6월 6일부터 슈투트가르트에서 개최되었다.
임시 중앙 권력과 제국 섭정이 잔부의회를 인정하지 않았기 때문에, 둘은 불신임 당한 것으로 발표되었고 프란츠 라보(Franz Raveaux), 카를 포크트(Carl Vogt), 하인리히 지몬(Heinrich Simon)을 비롯한 의원들과 프리드리히 쉴러(Friedrich Schüler), 아우구스트 베혀(August Becher)를 포함한 새로운 제국 섭정부가 선포되었다. 스스로를 독일의 정당한 통치 권력이라 이해하였던 잔부의회는 이에 따라 제국헌법을 인정하지 않는 국가들에 대한 조세 저항과 군사적 반항을 호소하였다. 이러한 자기이해가 뷔르템베르크의 자치권도 침해하였고 프로이센 군이 바로 이웃에서 일어난 팔츠와 바덴의 봉기를 성공적으로 진압했기 때문에, 뢰머와 뷔르템베르크 정부는 며칠 후에는 벌써 잔부의회를 멀리 하였다.
6월 17일 뢰머가 의장에게 전하길, “뷔르템베르크 정부는 이쪽으로 이전된 국민의회의 개회와 그들에 의해 이 달 6일에 슈투트가르트와 뷔르템베르크에서 선출된 제국 섭정부의 기능을 더 이상 허용할 수 없다는 입장”이라 하였다. 이 시점에서 잔부의회는 오직 99명의 의원들만을 포함하고 있었고 이것은 의결 정족수에 못 미치는 것이었다. 6월 18일에는 뷔르템부르크 군대가 회의 시작 전에 회의 장소를 점령해 버렸다. 이에 따라 의원들이 즉흥적으로 조직한 시위 행렬은 군인들에 의해서 빠르고 유혈 사태 없이 해산되었다. 뷔르템베르크 대의원 이외의 의원들은 뷔르템베르크 국외로 추방되었다.
의회를 이어서 카를스루에로 이전시키려던 계획들은 바덴 혁명가들의 최종적 패배가 눈에 보이게 명백하였고 약 5주 후 완전히 그렇게 됨에 따라 더 이상 실행되지 못 하였다.

## 장기적인 정치적 결과
프로이센은 국민의회의 해산 후에 보수파 국민의회 의원 요제프 폰 라도비츠(Joseph von Radowitz)가 고안한 연합정치(Unionspolitik)를 시작했는데, 이는 본질적으로 프랑크푸르트 국민의회의 결론을 프로이센 왕가의 입장에서 ‘위로부터’ 변형시킨 것으로 프로이센 주도의 소독일 연방 성립이 목적이었다. 연합정치는 프로이센과 작센, 하노버의 3왕동맹(Dreikönigsbündnis)을 근간으로 하였다. 가게른 중심의 ‘세습황제파’ 등 자유주의-보수주의적 의원들은 고타 후속 의회(Gothaer Nachparlament)와 에어푸르트 연합의회(Erfurter Unionsparlament)에서 이 정치를 지지하였다. 에어푸르트 연합의회는 1849년 말에서 1850년 사이에 선출되었는데, 의원 중 프랑크푸르트 국민의회 출신 의원이 20 퍼센트나 되었다. 퀴네(Kühne 1998)에 따르면 에어푸르트 의회 국민원(Volkshaus, 총 224석)에서 59명, 국가원(Staatenhaus, 총 96명)에서 3명이 프랑크푸르트 국민의회 출신이었으며, 예비의회 출신까지 포함하면 추가로 국민원에서 6명, 국가원에서 10명이 프랑크푸르트 국민의회와 관련이 있었다.
그러나 1850년 프로이센은 오스트리아의 압력 때문에 올뮈츠 협약(Olmützer Punktatio)으로 독일 연방을 재건하고 연합정치를 성과 없이 포기해야 했다.
그럼에도 불구하고 3월 혁명은 눈에 띄게 프로이센의 정치적 의미를 증대시켰다. 우선 3월 혁명 진압에서 결정적 역할을 하면서 독일 정치에서 힘의 축으로서 프로이센의 필수불가결함이 확정적으로 되었고, 중소 제후국들에게 우월함을 과시하였다. 또한 프로이센 왕국은 이 때부터 전략적으로 더 우월한 위치를 가지게 되었다. 예를 들어 바덴 대공국의 대공 가문은 프로이센에 감사해 하게 되었으며, 이로써 남독일에서 처음으로 더 큰 동맹을 얻게 되었다. 뿐만 아니라, 국민의회 이후 독일 전역에서 소독일 통일 방안이 현저하게 더 선호되게 되었다. 이러한 정치적 상황은 1866년 보오전쟁에서 프로이센과 오스트리아의 힘 싸움으로 이어졌으며 여기서 프로이센이 승리하면서 소독일주의적 통일의 예비 과정인 북독일 연방의 성립으로까지 이어졌다. 이것은 1870, 71년의 전쟁에서 독일이 프랑스에 승리한 후 프로이센이 위에서 지배하는 국가통일체가 되었고 1871년 성공적으로 독일 제국의 선포로 이행되었다.
'좌절된 혁명'(gescheiterte Revolution)은 독일 자유주의의 패배를 의미하는 사건이었다. 민주주의자들과 자유주의자들이 정치적 신망을 잃고 소외되면서, 실현되지 못한 국민국가를 향한 그리움만이 남았다. 입헌국가와 국민국가 형성을 동시에 추구하고자 했던 1848/49년 혁명의 실패는 자유와 통일을 분리하는 결과로 이어졌으며, 이로 인한 자유와 통일 사이의 양자 선택 상황은 20세기 독일사에서 설명의 견본을 찾는 몇몇 역사가들에 의해 존더베크(Deutscher Sonderweg; 독일의 특수한 길)의 증거로 해석되었다. 프랑크푸르트 국민의회의 좌절로 통일은 자유주의적 이상 대신 군사력과 같은 현실정치(Realpolitik)적 수단을 중심으로 이루어지게 되며, 독일 제국은 보수적이고 권위주의적 색채를 띠게 된다.
국민의회의 업적과 3월 혁명 전체는 이후 수십 년간 매우 부정적으로 평가되었다. 루트비히 호이서(Ludwig Häusser)와 같은 급진민주 좌파의 생각은, 무책임하고 순진한 망상으로 취급되었다. 하지만 부르주아 자유주의자들도 신망을 잃었으며, 대부분은 실망으로 인해서 그리고 출신 지역 국민들에게 적대시 당해 정계에서 물러났다. 바서만 역시 1855년 이러한 이유로 자살하고 말았다. 혁명이 실패한 이후 혁명은 독일사의 잘못된 길이었으며 "격퇴되어야 하는 것"는 인식이 지배적이었다. 국민의회의 업적에 대한 긍정적인 평가는 실질적으로 바이마르 공화국 때에나 이루어졌으며, 특히 제2차 세계 대전 후 동독과 서독에서 프랑크푸르트 국민의회의 민주적 유산을 서로 자국 특유의 전통으로 보여주려고 상호 경쟁하면서 인정 받게 되었다.

## 평가
국민의회와 당대의 다른 의회들은 "의회주의 발전의 조짐들을 보여준다"고 지만(Siemann)은 표현한다. 통치방식은 의회적이었고, 당파들은 이익을 집약했으며 효과적인 위원회의 작업은 국민의회 외부의 격류를 이겨냈다. 시민 계급은 민주적 기관의 정치권력을 다루면서 의회적 타협에서 놀랄 만큼 성숙하고 유능했으며, 이는 기본권과 "제국헌법의 균형잡힌 구성"으로 절정에 이른다.
한(Hahn)과 베르딩(Berding)은 정치화된 사회가 의원들에게 제기했던 결사체, 신문, 이익집단, 청원에 대한 수많은 요구를 기억한다. "대표기관으로서 의회와 당분간 자유로워진 민중들간의 상호작용이 혁명을 통해서 가능해지면서, 파울교회는 국민국가의 정치적 공론장이 되었다."
제헌, 입법과정에서 국민의회의 주목할 만한 업적에도 불구하고 프랑크 로렌츠 뮐러(Frank Lorenz Müller)는 국민의회가 "적극적이고 실용적으로 행동하는 단체"로까지 성장하지는 못했으며, 그저 너무 전문적이고 철학적으로 남았다고 생각한다. 베른하르트 만(Bernhard Mann)은 국민의회가 1848년 5월과 6월에 그들의 유리한 상황을 지나치게 자극했으며 정부 없이 헌법을 만들어 그들의 지위가 불안했다고 비난한다. 뿐만 아니라 국민의회는 의회주의와 정당형성이 독일 전체에서 이루어지게 하기 위해서 그들에게 완전히 종속된 중앙 권력을 만들기 위해 노력했어야 했다. 다만 근대 정당 제도가 무엇보다도 언론·집회·결사의 자유를 통해서야 비로소 가능해졌다는 점과 의회주의에 대한 경험이 오스트리아 정치가들은 매우 적었고 프로이센 정치가들은 어쨌든 전혀 없었다는 점은 덧붙여야 정당한 평가가 될 것이다.

## 같이 보기
- 1848년 혁명
- 프랑크푸르트 제국헌법
- 독일 연방의회
- 독일의 통일

## 참고 문헌
- 김동성 (2010). 〈연방주의적 지방분권에 관한 연구〉. 경기개발연구원.
- 김원희 (1999). 〈1830년 프랑스 7월 혁명의 원인에 대한 검토〉. 부산대학교 대학원.
- 김인중 (1998). 〈1848혁명의 새로운 평가〉. 《역사비평》 42. 역사비평사. 307~323쪽.
- 김장수 (2005). 〈오스트리아적 대독일주의: 내용과 그것에 대한 프랑크푸르트(Frankfurt)국민의회 및 슬라브정치가들의 반응을 중심으로〉. 《슬라브학보》 제20권 2호. 한국슬라브학회.
- 김필영 (2011). 〈3월 혁명기 가톨릭 보수 언론의 독일 통일국가 안(案) - 가톨릭교회에 기반을 둔 독일제국〉. 《독일연구》 제21권. 한국독일사학회.
- 박래식 (2006). 《이야기 독일사》. 청아출판사. ISBN 978-89-368-0354-4
- 백경남 (1994). 〈역사적 맥락에서 본 독일통일의 의의〉. 《한·독사회과학논총》 제4호. 한독사회과학회.
- 오향미 (2003). 〈독일 바이마르 공화국의 국가건설사상 연방제와 의회주의 원칙〉. 《국제정치논총》 제43집 4호. 한국국제정치학회.
- 이민호 (1989). 〈1848년의 독일혁명  :  동 , 서독의 혁명해석을 중심으로〉. 《서양사론》 33권 0호 159~195쪽. 한국서양사학회.
- 한운석 (1998). 〈1848/49년의 독일혁명과 부르주아지〉. 《역사비평》1998년 봄호(통권 42호). 역사비평사.
- 허일태 (1993). 〈1849년 독일제국 헌법의 소유권규정에 관한 해석〉. 《동아법학》제16호. 동아대학교 법학연구소.
- Heinrich Best, Wilhelm Weege (1998). 《Biographisches Handbuch der Abgeordneten der Frankfurter Nationalversammlung 1848/49》. 뒤셀도르프: Droste-Verlag. ISBN 3-7700-0919-3
- Manfred Botzenhart (1977). 《Deutscher Parlamentarismus in der Revolutionszeit 1848–1850》. 뒤셀도르프: Droste Verlag. ISBN 978-3-7700-5090-1
- Charles Breunig, Matthew Levinger (2002).《The Revolutionary Era, 1789-1850》. New York:Norton. ISBN 978-0-393-97860-5
- E.H.Carr (1997). 《역사란 무엇인가》 (김택현 역). 까치글방. ISBN 978-89-7291-429-7
- Otto Dann (1996). 《독일 국민과 민족주의의 역사》 (오인석 역). 한울아카데미. ISBN 89-460-2379-1
- Dieter Dowe, Heinz-Gerhard Haupt, Dieter Langewiesche (발행인) (1998). 《Europa 1848. Revolution und Reform》. 본: J.H.W. Dietz Nachfolger. ISBN 3-8012-4086-X
- Sabine Freitag (발행인) (1998). 《Die 48-er. Lebensbilder aus der deutschen Revolution 1848/49》. 뮌헨: C. H. Beck. ISBN 3-406-42770-7
- Werner Frotscher, Bodo Pieroth (2005). 《Verfassungsgeschichte》(제5판). 뮌헨: Beck. ISBN 3-406-53411-2
- Lothar Gall (발행인) (1998). 《1848. Aufbruch zur Freiheit. Eine Ausstellung des Deutschen Historischen Museums und der Schirn Kunsthalle Frankfurt zum 150jährigen Jubiläum der Revolution von 1848/49》. 프랑크푸르트암마인: Nicolai. ISBN 3-87584-680-X
- Manfred Görtenmaker (1994). 《Deutschland im 19. Jahrhundert》 (제4판). 오프라덴: Leske+Budrich. ISBN 3-8100-1336-6
- Tony Griffiths (2006). 《스칸디나비아》 (차혁 역). 미래의창. ISBN 89-5989-039-1
- Hans-Werner Hahn, Helmut Berding (2010). 《Reformen, Restauration und Revolution 1806–1848/1849》(Gebhardt Handbuch der deutschen Geschichte 제10판 제14권). 슈투트가르트: Klett-Cotta. ISBN 978-3-608-60014-8
- Dieter Hein (1998). 《Die Revolution von 1848/49》. 뮌헨: C. H. Beck. ISBN 978-3406451195
- Christian Jansen (2000). 《Einheit, Macht und Freiheit. Die Paulskirchenlinke und die deutsche Politik in der nachrevolutionären Epoche 1849–1867》. 뒤셀도르프: Droste. ISBN 978-3770052677
- Martin Kitchen (2001). 《케임브리지 독일사》 (유정희 역). 시공사. ISBN 89-527-1647-7
- Jörg-Detlef Kühne (1998). 《Die Reichsverfassung der Paulskirche. Vorbild und Verwirklichung im späteren deutschen Rechtsleben》 (제2판). Neuwied: Hermann Luchterhand Verlag. ISBN 3-472-03024-0
- Bernhard Mann (1972). 〈Das Ende der Deutschen Nationalversammlung im Jahre 1849〉. 《Historische Zeitschrift》 제214권 2호. 265~309쪽.
- Günter Mick (1997).《Die Paulskirche. Streiten für Recht und Gerechtigkeit》. 다름슈타트: Wissenschaftliche Buchgesellschaft. ISBN 3-7829-0470-2
- Wolfgang J. Mommsen (2000). 《1848 – Die ungewollte Revolution》. 프랑크푸르트암마인: Fischer Taschenbuch, ISBN 3-596-13899-X (한국어 역본: 최호근 역 (2006). 《원치 않은 혁명, 1848》. 푸른역사. ISBN 978-89-91510-38-8)
- George L. Mosse (2004). 《내셔널리즘과 섹슈얼리티》 (서강여성문학연구회 역). 소명출판. ISBN 978-89-5626-107-2
- Frank Lorenz Müller (2002). 《Die Revolution von 1848/1849》. 다름슈타트: Wissenschaftliche Buchgesellschaft. ISBN 3-534-15159-3
- Thomas Nipperdey (1983). 《Deutsche Geschichte 1806–1866》 제1권 "Bürgerwelt und starker Staat". 뮌헨:Beck. ISBN 978-3406093548
- Wilhelm Ribhegge (1998). 《Das Parlament als Nation, die Frankfurter Nationalversammlung 1848/49》. 뒤셀도르프: Droste. ISBN 3-7700-0920-7
- Wolfram Siemann (1985). 《Die deutsche Revolution von 1848/49》. Neue Historische Bibliothek. 제266권. 프랑크푸르트암마인:Suhrkamp. ISBN 3-518-11266-X
- Lawrence Sondhaus (2001). 《Naval Warfare, 1815-1914》. Routledge. ISBN 978-04-15214-78-0
- Ulrich Speck (1998). 《1848. Chronik einer deutschen Revolution》. 프랑크푸르트암마인-라이프치히: Insel. ISBN 3-458-33914-0
- Veit Valentin (1998).《Geschichte der deutschen Revolution 1848–1849》 제2권 "Bis zum Ende der Volksbewegung von 1849". 바인하임-베를린: Beltz Quadriga (신판). ISBN 3-88679-301-X
- Brian E. Vick (2002). 《Defining Germany: The 1848 Frankfurt Parliamentarians and National Identity》. Harvard University Press. ISBN 0-674-00911-8
- Hans Vorländer (2009). 《헌법사-헌법의 이념과 역사》 (김성준 역). 투멘. ISBN 978-89-958272-5-3
- Hans-Ulrich Wehler (1985). 《Deutsche Gesellschaftsgeschichte》 제2권 "Von der Reformära bis zur industriellen und politischen "Deutschen Doppelrevolution 1815–1845/49". 뮌헨: C. H. Beck. ISBN 3-406-32262-X
- Heinrich August Winkler (2002). 《Der lange Weg nach Westen》 제1권 "Deutsche Geschichte vom Ende des Alten Reiches bis zum Untergang der Weimarer Republik"(제5판). 뮌헨: C.H. Beck. ISBN 3-406-49527-3